# Subcarpácia
Voivodia da Subcarpácia (em polonês/polaco: województwo podkarpackie) é uma unidade da divisão administrativa da Polônia e uma das 16 voivodias, com sua capital em Rzeszów. Foi criada em 1999 pela fusão das voivodias de Przemyśl e Rzeszów, bem como partes das voivodias de Krosno, Tarnobrzeg e Tarnów. Assim, cobriu uma área semelhante à antiga voivodia de Rzeszów antes da reforma de 1975 (exceto pelo condado de Gorlice). Atualmente, a voivodia cobre uma área de 17 845,76 km² (em 31 de dezembro de 2017) e é a 11.ª em extensão no país. Em termos de número de habitantes (cerca de 2,13 milhões) é a nona na Polônia. É a voivodia mais ao sul da Polônia.

## História

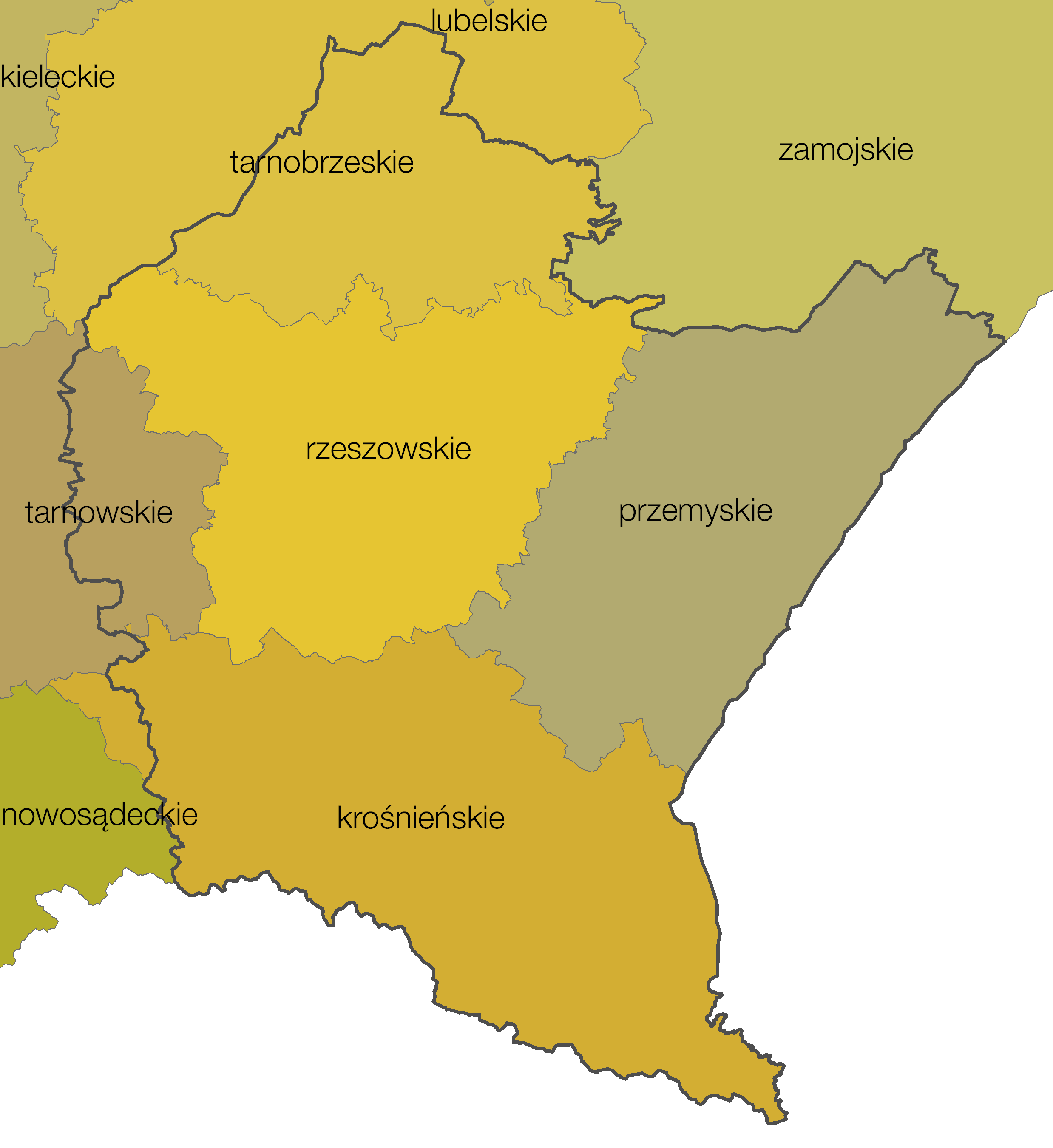
Voivodias de 1975 a 1998 com a fronteira da atual voivodia da Subcarpácia

A voivodia da Subcarpácia foi criada em 1999 como resultado da reforma da divisão administrativa do país e cobriu as áreas das ex-voivodias de: Rzeszów, Przemyśl, Krosno e partes das voivodias de Tarnobrzeg e de Tarnów. Entre 1999 e 2002, a voivodia da Subcarpácia também incluía a área da comuna de Szerzyny, que se transferiu para a voivodia da Pequena Polônia em 1.º de janeiro de 2003.

### Localização histórica
Historicamente, a voivodia da Subcarpácia abrange as áreas do sudeste da pré-partição da Pequena Polônia (parte das então voivodias de: Cracóvia, Sandomierz e Lublin) e a parte ocidental da Rutênia Vermelha (principalmente a voivodia da Rutênia, parte da voivodia de Bełz). Após as partições, as terras da atual voivodia da Subcarpácia se encontravam dentro das fronteiras da Partição Austríaca, constituindo a parte central da Galícia na época. No entanto, após recuperar a independência em 1918, as áreas da voivodia de hoje pertenciam às seguintes voivodias: Lviv (maior parte de Rzeszów), Cracóvia (parte ocidental) e Lublin (seções do norte).

## Geografia

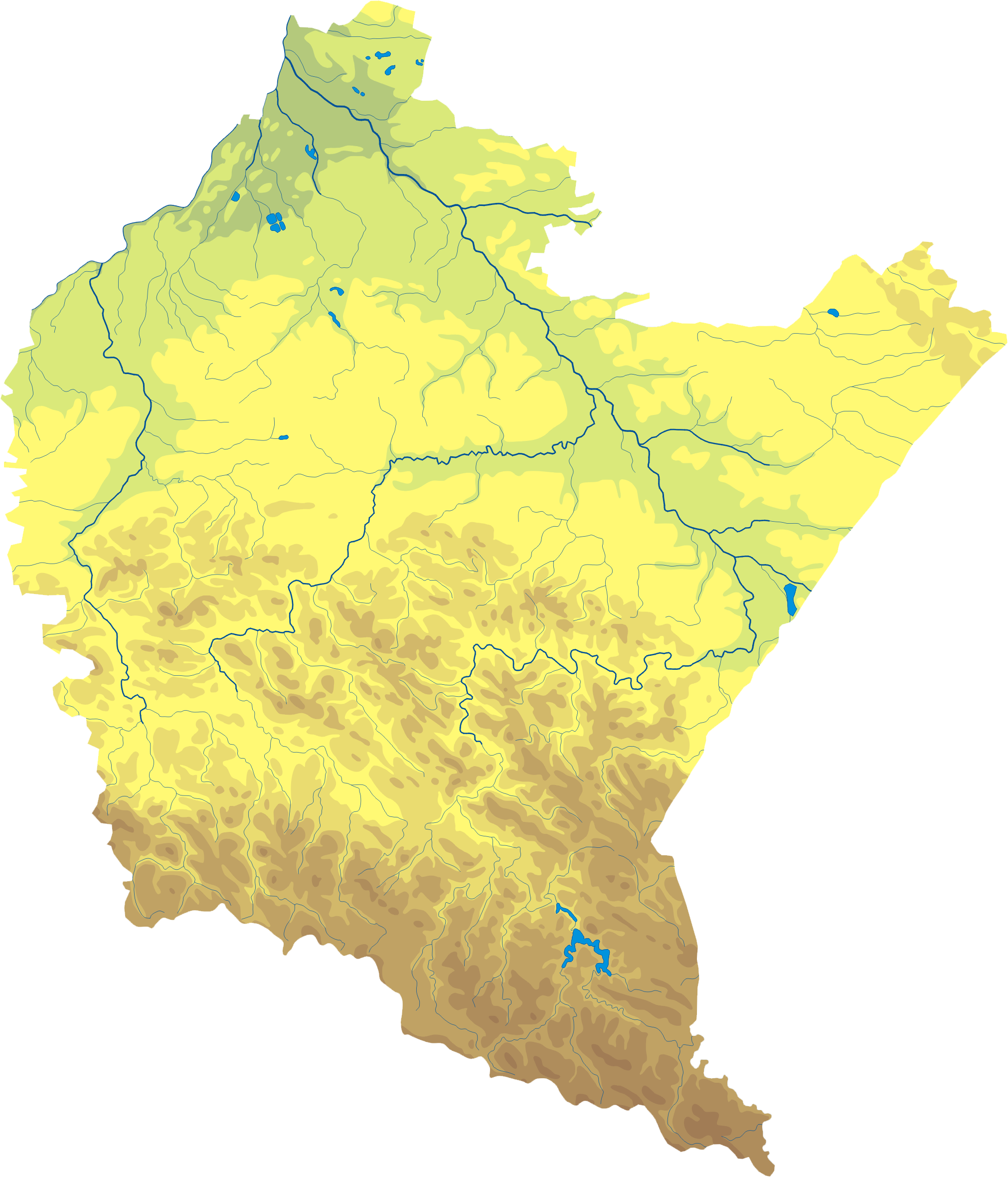
Mapa físico

### Localização administrativa
A voivodia está localizada no sudeste da Polônia e faz fronteira com:
- Eslováquia (com a região de Prešov) ao longo de 134 km ao sul
- Ucrânia (com as regiões de Lviv e Transcarpátia) ao longo de 239 km a leste

e com as seguintes voivodias:
- Lublin ao longo de 320 km a nordeste
- Pequena Polônia ao longo de 182 km a oeste
- Santa Cruz ao longo de 81,6 km a noroeste

### Localização geográfica física
Área da voivodia da Subcarpácia inclui:
- a parte central da Subcarpácia, dentro dela, a parte oriental da Subcarpácia do Norte (a parte oriental da bacia de Sandomierz),
- a parte ocidental dos Cárpatos Externos Ocidentais e, dentro deles, a parte oriental do Contraforte Central de Beskids (em parte ou no todo: Pogórze Ciężkowickie, Pogórze Strzyżowskie, Pogórze Dynowskie, Pogórze Przemyskie, Depressão Gorlice, Jasielsko-Krośnieńsk e Baskowski-Krośnieńska) Central (baixo Beskids),
- a secção oeste dos Cárpatos Orientais Externos e, dentro deles, a parte ocidental dos Beskids orientais (montanhas Sanocko-Turczańskie e Bieszczady Ocidental),
- uma pequena parte da rgião de Roztocze.

Segundo os dados de 31 de dezembro de 2017, a área da voivodia era de 17 845,76 km².
Segundo os dados de 31 de dezembro de 2012 na voivodia da Subcarpácia as florestas cobriram uma área de 674,4 mil ha, que constituía 37,8% de sua área. 40,9 mil ha de florestas estavam dentro de parques nacionais.

### Localização geográfica

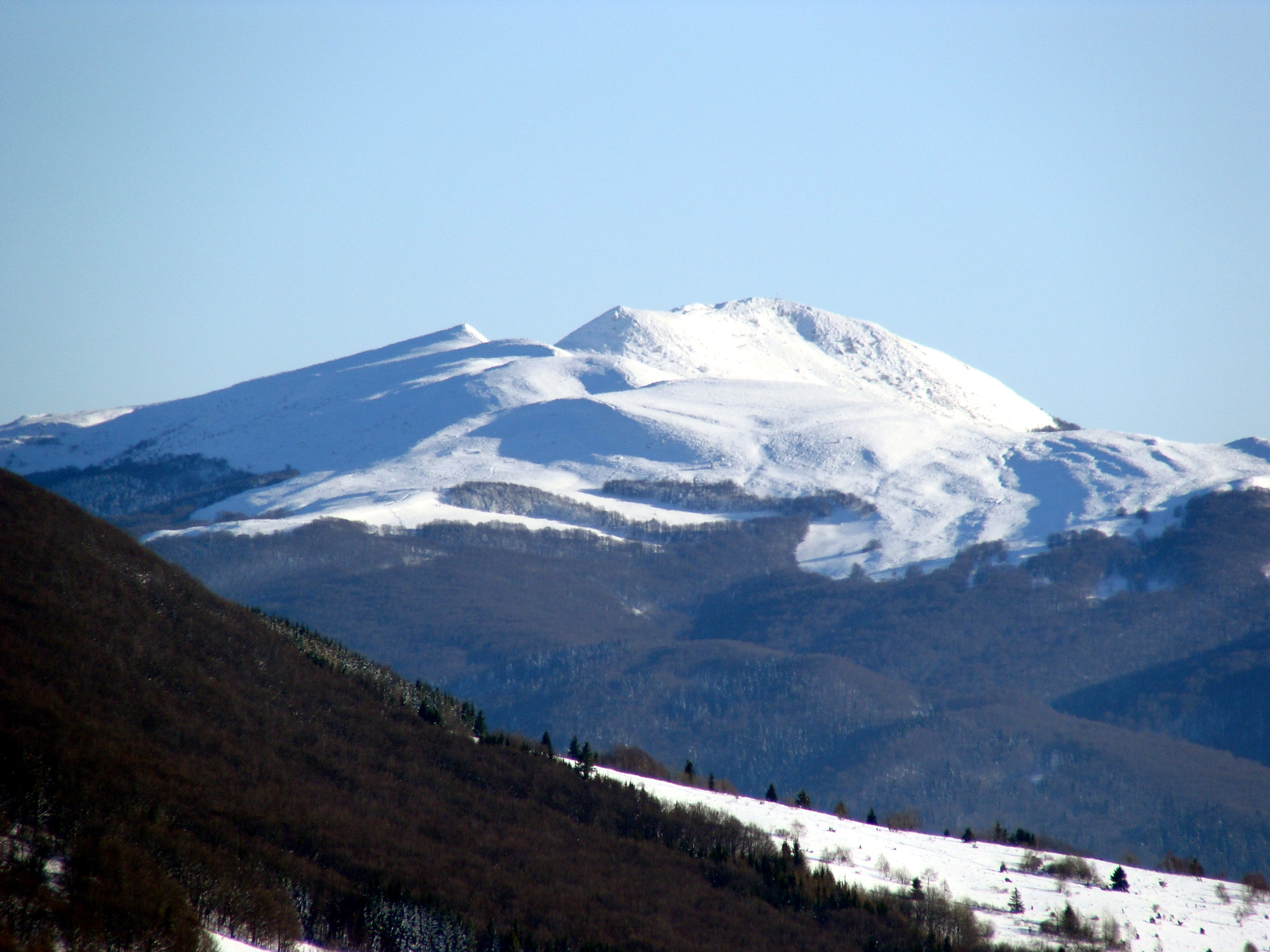
Tarnica 1346 m — o pico mais alto das montanhas polonesas de Bieszczady e o ponto mais alto da voivodia

No sentido norte-sul, a voivodia se estende por 202 km, ou seja, 1°49′05″. No sentido leste-oeste, a extensão da voivodia é de 172 km, o que na dimensão angular dá 2°24′21″.
Coordenadas geográficas dos pontos extremos:
- Norte: 50°49′13″ de latitude N — (condado de Stalowa Wola),
- Sul: 49°00′08″ de latitude N — posto de fronteira n.º 215 (condado de Bieszczady),
- Oeste: 21°08′31″ de longitude E — (condado de Mielec),
- Leste: 23°32′52″ de longitude E — entre os postos de fronteira n.° 638 e n.° 639 (condado de Lubaczów).

O ponto mais alto é o pico Tarnica — 1346 m a.n.m.

### Recursos hídricos

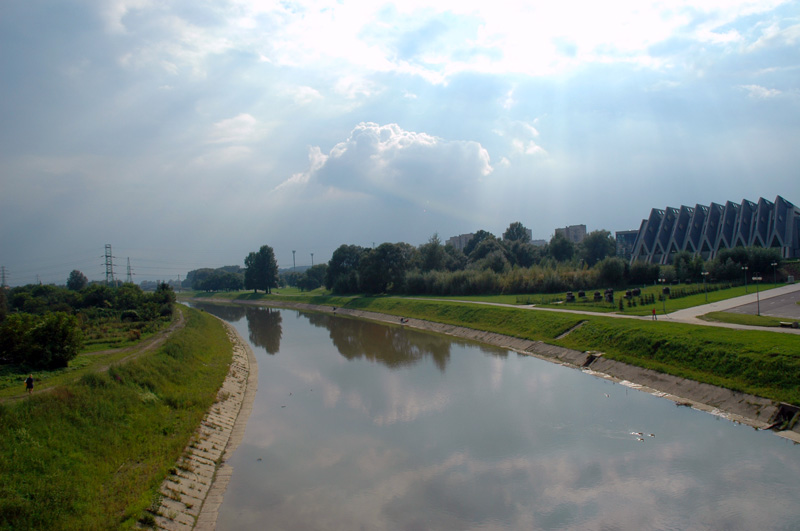
Rio Wisłok em Rzeszowie

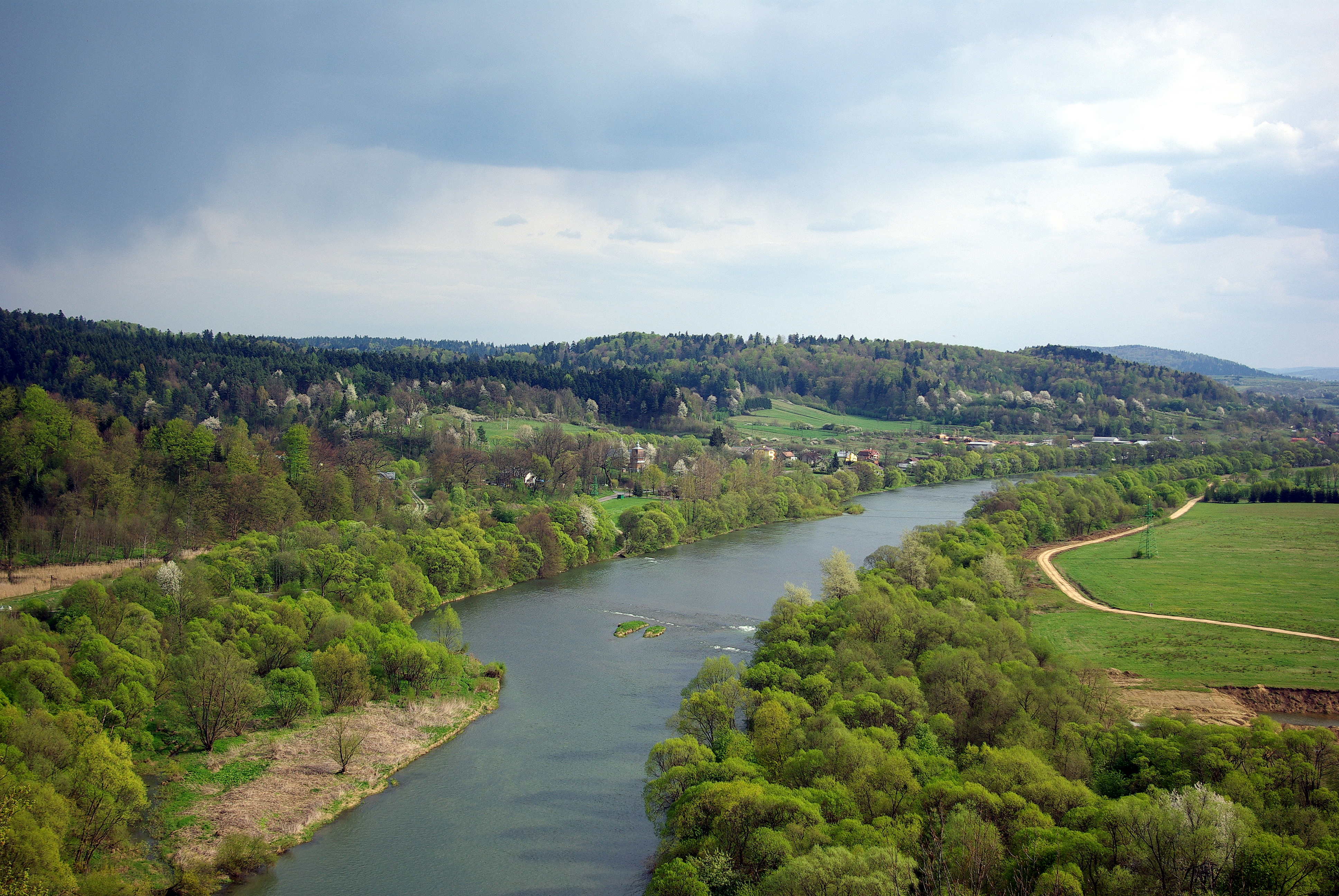
Rio San visto do castelo Sobień

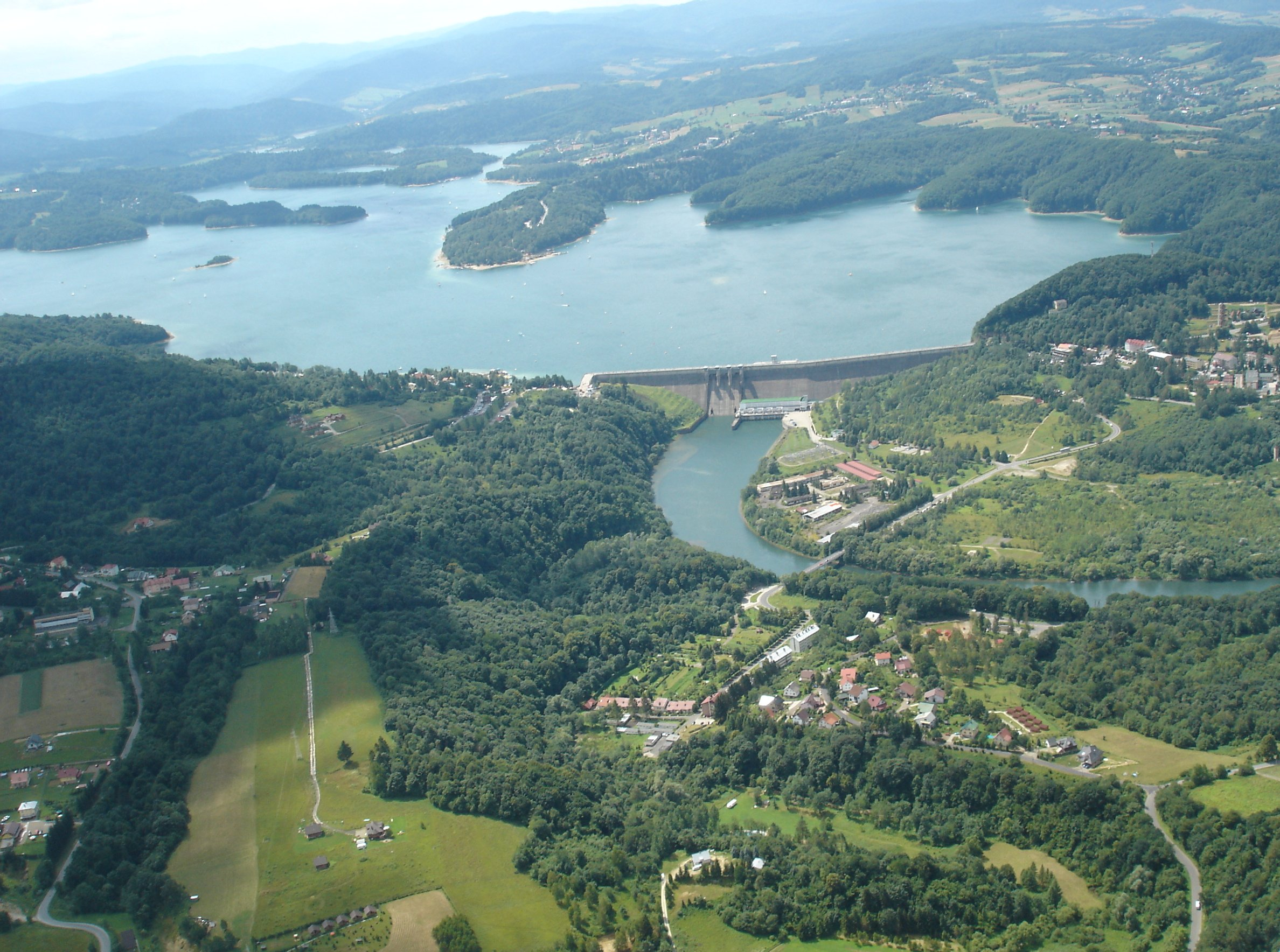
Barragem de Solina no rio San e uma parte do lago Solina nas montanhas Bieszczady

Os três maiores rios da voivodia são os afluentes do Vístula: rio San e rio Wisłoka e o tributário do San: rio Wisłok. Os rios Strwiąż e Mszanka fluem para o rio Dniestre e pertencem à bacia hidrográfica do Mar Negro. Todos os outros pertencem à bacia do mar Báltico.

## Divisão administrativa
A voivodia da Subcarpácia está dividida em 21 condados e 4 cidades com direitos de condado.
Divisão em condados — dados de área de acordo com o Serviço Central de Estatística de 31 de dezembro de 2017, população de 30 de junho de 2019.
| Brasão | Cidades com direitos de condado | População | Área [km²] |
| ------ | ------------------------------- | --------- | ---------- |
|        | Rzeszów                         | 194 886   | 120,41     |
|        | Przemyśl                        | 60 999    | 46,17      |
|        | Tarnobrzeg                      | 46 907    | 85,40      |
|        | Krosno                          | 46 369    | 43,50      |

| Brasão | Condados                      | Sede           | População | Área (km²) |
| ------ | ----------------------------- | -------------- | --------- | ---------- |
|        | Condado de Bieszczady         | Ustrzyki Dolne | 21 799    | 1139,07    |
|        | Condado de Brzozów            | Brzozów        | 65 652    | 539,34     |
|        | Condado de Dębica             | Dębica         | 135 348   | 777,48     |
|        | Condado de Jarosław           | Jarosław       | 120 462   | 1028,66    |
|        | Condado de Jasło              | Jasło          | 113 730   | 830,87     |
|        | Condado de Kolbuszowa         | Kolbuszowa     | 62 389    | 773,17     |
|        | Condado de Krosno             | Krosno         | 112 301   | 993,11     |
|        | Condado de Lesko              | Lesko          | 26 532    | 834,94     |
|        | Condado de Leżajsk            | Leżajsk        | 69 479    | 583,71     |
|        | Condado de Lubaczów           | Lubaczów       | 55 438    | 1308,37    |
|        | Condado de Łańcut             | Łańcut         | 80 898    | 451,84     |
|        | Condado de Mielec             | Mielec         | 136 591   | 880,50     |
|        | Condado de Nisko              | Nisko          | 66 699    | 785,64     |
|        | Condado de Przemyśl           | Przemyśl       | 74 234    | 1211,22    |
|        | Condado de Przeworsk          | Przeworsk      | 78 354    | 698,02     |
|        | Condado de Ropczyce-Sędziszów | Ropczyce       | 74 416    | 548,31     |
|        | Condado de Rzeszów            | Rzeszów        | 168 614   | 1153,33    |
|        | Condado de Sanok              | Sanok          | 94 473    | 1156,43    |
|        | Condado de Stalowa Wola       | Stalowa Wola   | 106 272   | 831,74     |
|        | Condado de Strzyżów           | Strzyżów       | 61 505    | 503,47     |
|        | Condado de Tarnobrzeg         | Tarnobrzeg     | 53 115    | 521,06     |

## Sub-regiões estatísticas
A voivodia da Subcarpácia consiste em 4 sub-regiões estatísticas — em conformidade com a norma NUTS da União Europeia:
- A sub-região de Krosno (código 323) inclui 1 cidade com direitos de condado e 6 condados: Krosno, condado de Krosno, condado de Sanok, condado de Jasło, condado de Brzozów, condado de Lesko e condado de Bieszczady
- A sub-região de Przemyśl (código 324) inclui 1 cidade com direitos de condado e 4 condados: Przemyśl, condado de Przemyśl, condado de Jarosław, condado de Przeworsk e condado de Lubaczów
- A sub-região de Rzeszów (código 325) inclui 1 cidade com direitos de condado e 5 condados: Rzeszów, condado de Rzeszów, condado de Łańcut, condado de Ropczyce-Sędziszów, condado de Kolbuszowa e condado de Strzyżów
- A sub-região de Tarnobrzeg (código 326) inclui 1 cidade com direitos de condado e 6 condados: Tarnobrzeg, condado de Tarnobrzeg, condado de Stalowa Wola, condado de Mielec, condado de Dębica, condado de Leżajsk e condado de Nisko

## Demografia
A área da voivodia possui 2 127 462 habitantes (dados de 30 de junho de 2019) distribuídos em 51 cidades, 2 159 assentamentos rurais formando 1 530 aldeias, 160 comunas (em 1.º de janeiro de 2011), 21 condados e 4 cidades com direitos de condado.
Dados do Serviço Central de Estatística em 30 de junho de 2019:
| Descrição                         | Total         | Total         | Mulheres      | Mulheres      | Homens        | Homens        |
| --------------------------------- | ------------- | ------------- | ------------- | ------------- | ------------- | ------------- |
| unidade                           | habitantes    | %             | habitantes    | %             | habitantes    | %             |
| população                         | 2 127 462     | 100           | 1 085 572     | 51            | 1 041 890     | 49            |
| superfície                        | 17 845,76 km² | 17 845,76 km² | 17 845,76 km² | 17 845,76 km² | 17 845,76 km² | 17 845,76 km² |
| densidade populacional (hab./km²) | 119           | 119           | 61            | 61            | 58            | 58            |

De acordo com os dados mais recentes do Serviço Central de Estatística, o tempo vida média na voivodia é a mais alta da Polônia e é a seguinte: homens 73 anos (Polônia 71), mulheres 81 anos (Polônia 80). A longevidade dos habitantes da região é influenciada por: ambiente limpo, estilo de vida saudável e baixo estresse. A voivodia da Subcarpácia é uma das cinco voivodias polonesas ao lado da Pequena Polônia, Mazóvia, Pomerânia e Grande Polônia, nas quais a população está crescendo sistematicamente.
- Pirâmide etária dos habitantes da voivodia da Subcarpácia em 2014.[9]

### Urbanização
Existem 52 cidades na voivodia da Subcarpácia, incluindo 4 cidades com direitos de condado. As cidades estão classificadas de acordo com o número de habitantes (local de residência real), com base em dados da Agência Central de Estatística de 31 de dezembro de 2020. A taxa de urbanização é de 41,4%, a mais baixa da Polônia (2017).

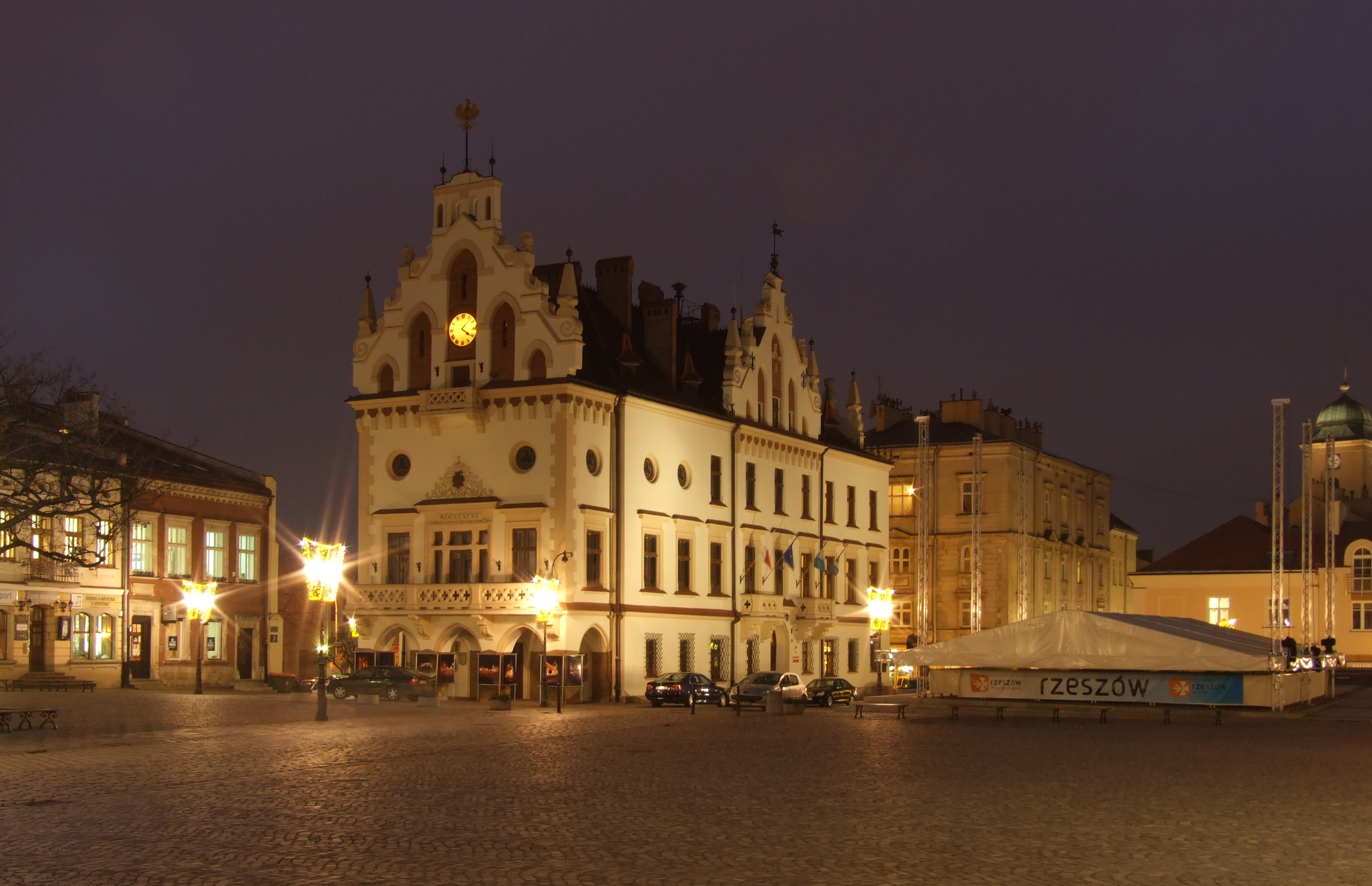
Rzeszów

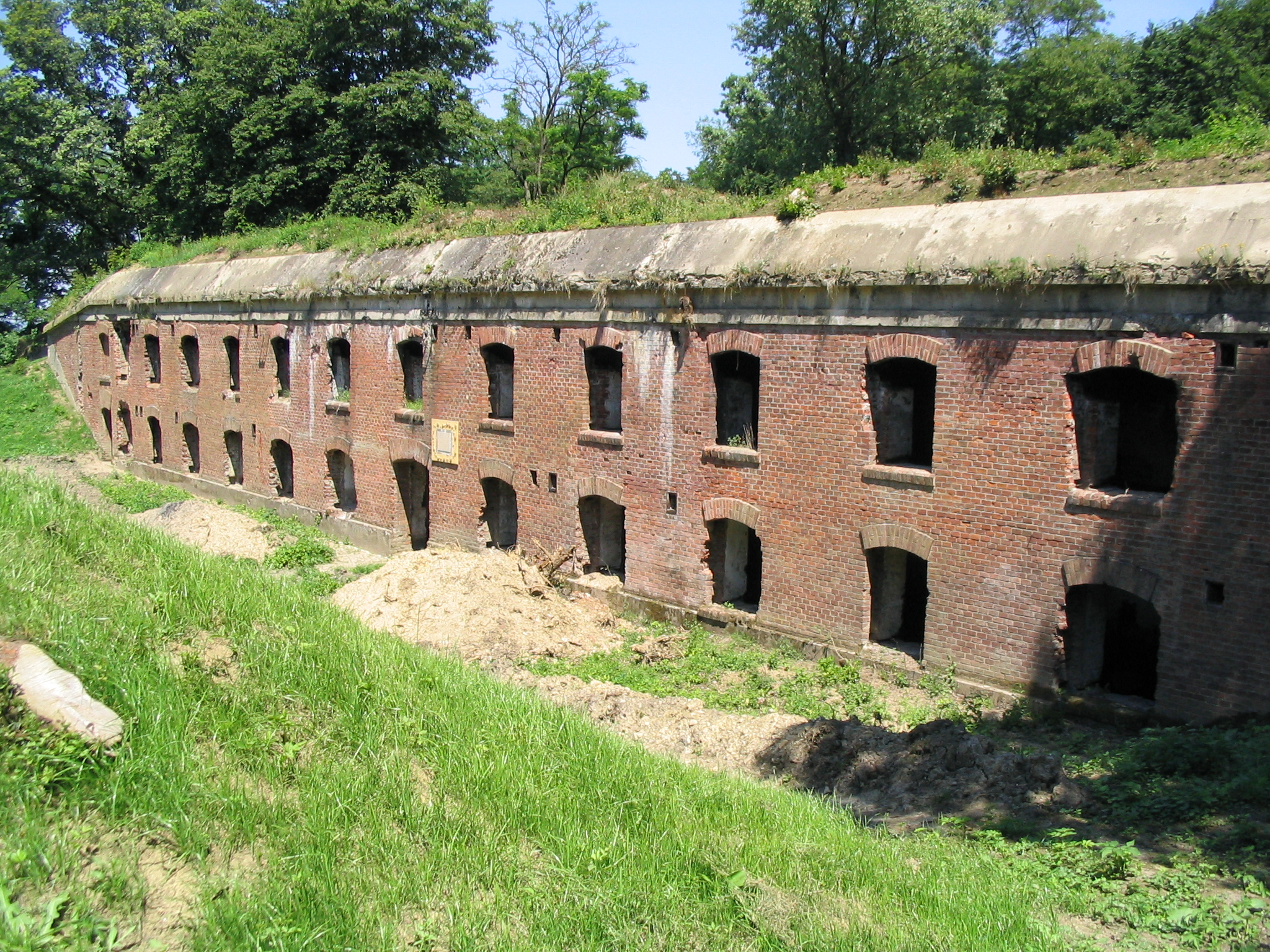
Przemyśl

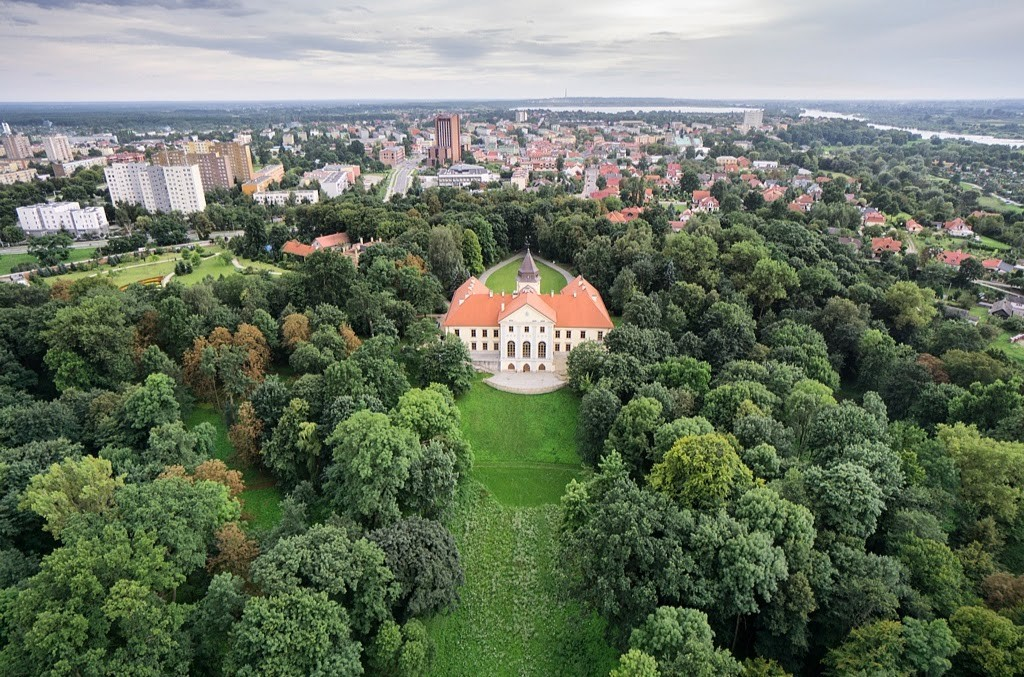
Tarnobrzeg

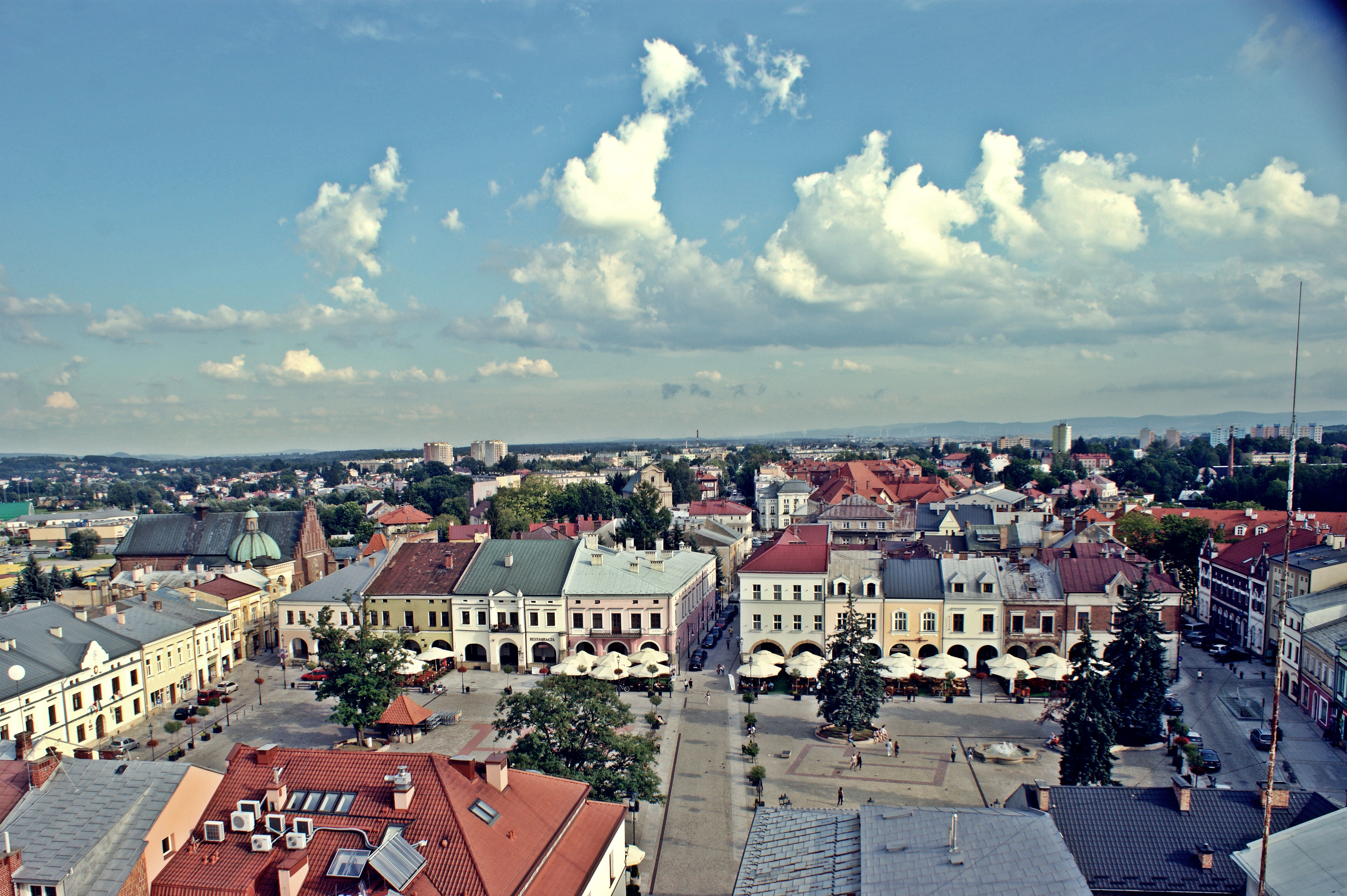
Krosno

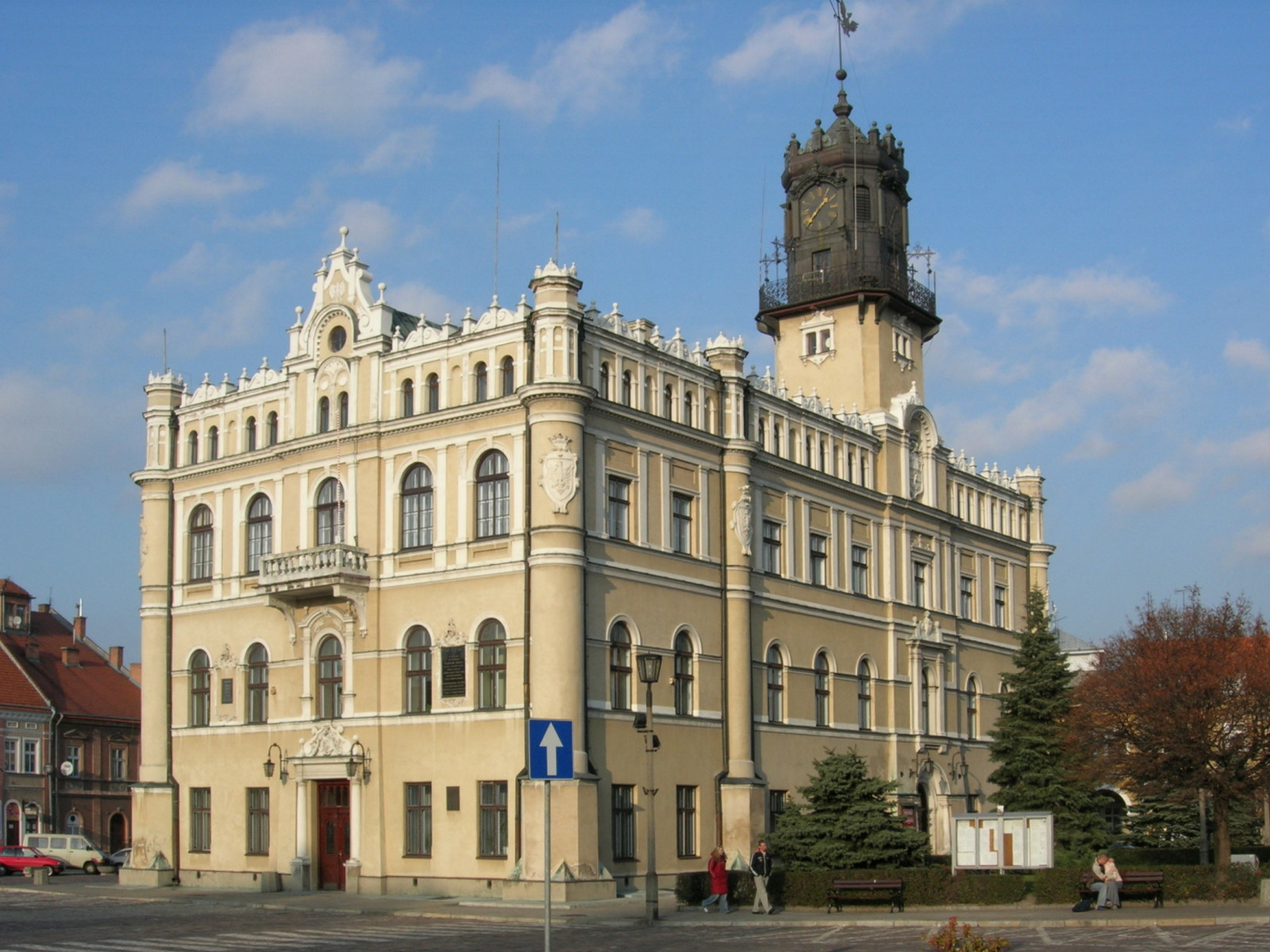
Jarosław

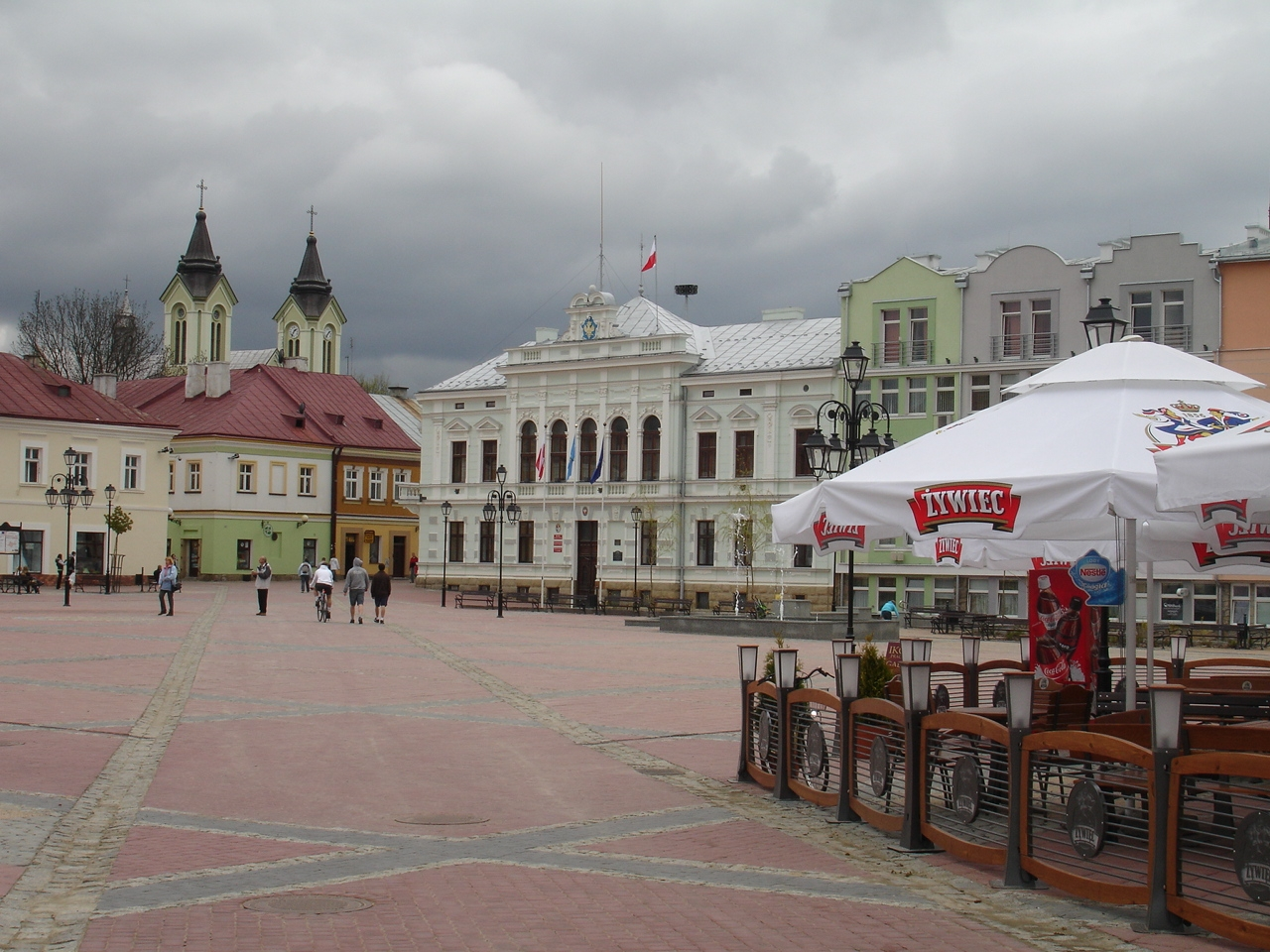
Sanok

| Brasão | Nome                 | Condado                        | População | Área (km²) | Densidade populacional (hab./km²) | Sede do condado                                  |
| ------ | -------------------- | ------------------------------ | --------- | ---------- | --------------------------------- | ------------------------------------------------ |
|        | Rzeszów              | cidade com direitos de condado | 196 638   | 128,97     | 1 524                             | cidade com direitos de condado e sede do condado |
|        | Mielec               | Mielec                         | 60 075    | 46,89      | 1 281                             | sede do condado                                  |
|        | Przemyśl             | cidade com direitos de condado | 59 779    | 46,17      | 1 294                             | cidade com direitos de condado e sede do condado |
|        | Stalowa Wola         | Stalowa Wola                   | 59 623    | 82,52      | 722                               | sede do condado                                  |
|        | Tarnobrzeg           | cidade com direitos de condado | 46 360    | 85,40      | 542                               | cidade com direitos de condado e sede do condado |
|        | Krosno               | cidade com direitos de condado | 45 944    | 43,50      | 1 056                             | cidade com direitos de condado e sede do condado |
|        | Dębica               | Dębica                         | 45 189    | 33,83      | 1 335                             | sede do condado                                  |
|        | Jarosław             | Jarosław                       | 37 073    | 34,61      | 1 086                             | sede do condado                                  |
|        | Sanok                | Sanok                          | 36 999    | 38,08      | 982                               | sede do condado                                  |
|        | Jasło                | Jasło                          | 34 542    | 36,52      | 960                               | sede do condado                                  |
|        | Łańcut               | Łańcut                         | 17 675    | 19,42      | 912                               | sede do condado                                  |
|        | Ropczyce             | Ropczyce-Sędziszów             | 15 864    | 47,10      | 336                               | sede do condado                                  |
|        | Nisko                | Nisko                          | 15 193    | 60,96      | 251                               | sede do condado                                  |
|        | Przeworsk            | Przeworsk                      | 15 105    | 22,13      | 694                               | sede do condado                                  |
|        | Leżajsk              | Leżajsk                        | 13 585    | 20,58      | 673                               | sede do condado                                  |
|        | Sędziszów Małopolski | Ropczyce-Sędziszów             | 12 415    | 9,96       | 1 241                             |                                                  |
|        | Lubaczów             | Lubaczów                       | 11 830    | 25,73      | 467                               | sede do condado                                  |
|        | Nowa Dęba            | Tarnobrzeg                     | 11 006    | 16,70      | 668                               |                                                  |
|        | Kolbuszowa           | Kolbuszowa                     | 8 922     | 7,94       | 1 143                             | sede do condado                                  |
|        | Ustrzyki Dolne       | Bieszczady                     | 8 917     | 16,79      | 542                               | sede do condado                                  |
|        | Strzyżów             | Strzyżów                       | 8 781     | 13,89      | 640                               | sede do condado                                  |
|        | Głogów Małopolski    | Rzeszów                        | 8 689     | 13,71      | 485                               |                                                  |
|        | Brzozów              | Brzozów                        | 7 425     | 11,46      | 651                               | sede do condado                                  |
|        | Rudnik nad Sanem     | Nisko                          | 6 677     | 36,60      | 183                               |                                                  |
|        | Boguchwała           | Rzeszów                        | 6 140     | 9,11       | 678                               |                                                  |
|        | Dynów                | Rzeszów                        | 6 063     | 24,55      | 250                               |                                                  |
|        | Nowa Sarzyna         | Leżajsk                        | 5 740     | 9,15       | 638                               |                                                  |
|        | Jedlicze             | Krosno                         | 5 658     | 10,60      | 541                               |                                                  |
|        | Lesko                | Lesko                          | 5 406     | 15,33      | 354                               | sede do condado                                  |
|        | Radymno              | Jarosław                       | 5 214     | 13,62      | 388                               |                                                  |
|        | Zagórz               | Sanok                          | 5 093     | 22,29      | 229                               |                                                  |
|        | Pilzno               | Dębica                         | 4 958     | 16,04      | 306                               |                                                  |
|        | Sokołów Małopolski   | Rzeszów                        | 4 210     | 15,54      | 270                               |                                                  |
|        | Tyczyn               | Rzeszów                        | 3 983     | 9,67       | 395                               |                                                  |
|        | Rymanów              | Krosno                         | 3 774     | 12,39      | 309                               |                                                  |
|        | Pruchnik             | Jarosław                       | 3 740     | 19,91      | 189                               |                                                  |
|        | Radomyśl Wielki      | Mielec                         | 3 225     | 8,79       | 368                               |                                                  |
|        | Kańczuga             | Przeworsk                      | 3 131     | 7,60       | 417                               |                                                  |
|        | Zaklików             | Stalowa Wola                   | 2 954     | 11,42      | 261                               |                                                  |
|        | Oleszyce             | Lubaczów                       | 2 948     | 5,08       | 583                               |                                                  |
|        | Brzostek             | Dębica                         | 2 749     | 8,76       | 314                               |                                                  |
|        | Błażowa              | Rzeszów                        | 2 148     | 4,23       | 506                               |                                                  |
|        | Sieniawa             | Przeworsk                      | 2 132     | 6,74       | 318                               |                                                  |
|        | Dukla                | Krosno                         | 2 044     | 5,48       | 376                               |                                                  |
|        | Narol                | Lubaczów                       | 2 040     | 12,42      | 168                               |                                                  |
|        | Cieszanów            | Lubaczów                       | 1 922     | 15,06      | 127                               |                                                  |
|        | Przecław             | Mielec                         | 1 788     | 16,04      | 111                               |                                                  |
|        | Iwonicz-Zdrój        | Krosno                         | 1 742     | 5,89       | 303                               |                                                  |
|        | Baranów Sandomierski | Tarnobrzeg                     | 1 430     | 9,15       | 159                               |                                                  |
|        | Ulanów               | Nisko                          | 1 427     | 8,20       | 173                               |                                                  |
|        | Kołaczyce            | Jasło                          | 1 427     | 7,15       | 197                               |                                                  |
|        | Dubiecko             | Przemyśl                       | 871       | 2,39       | 364                               |                                                  |

## Administração e política

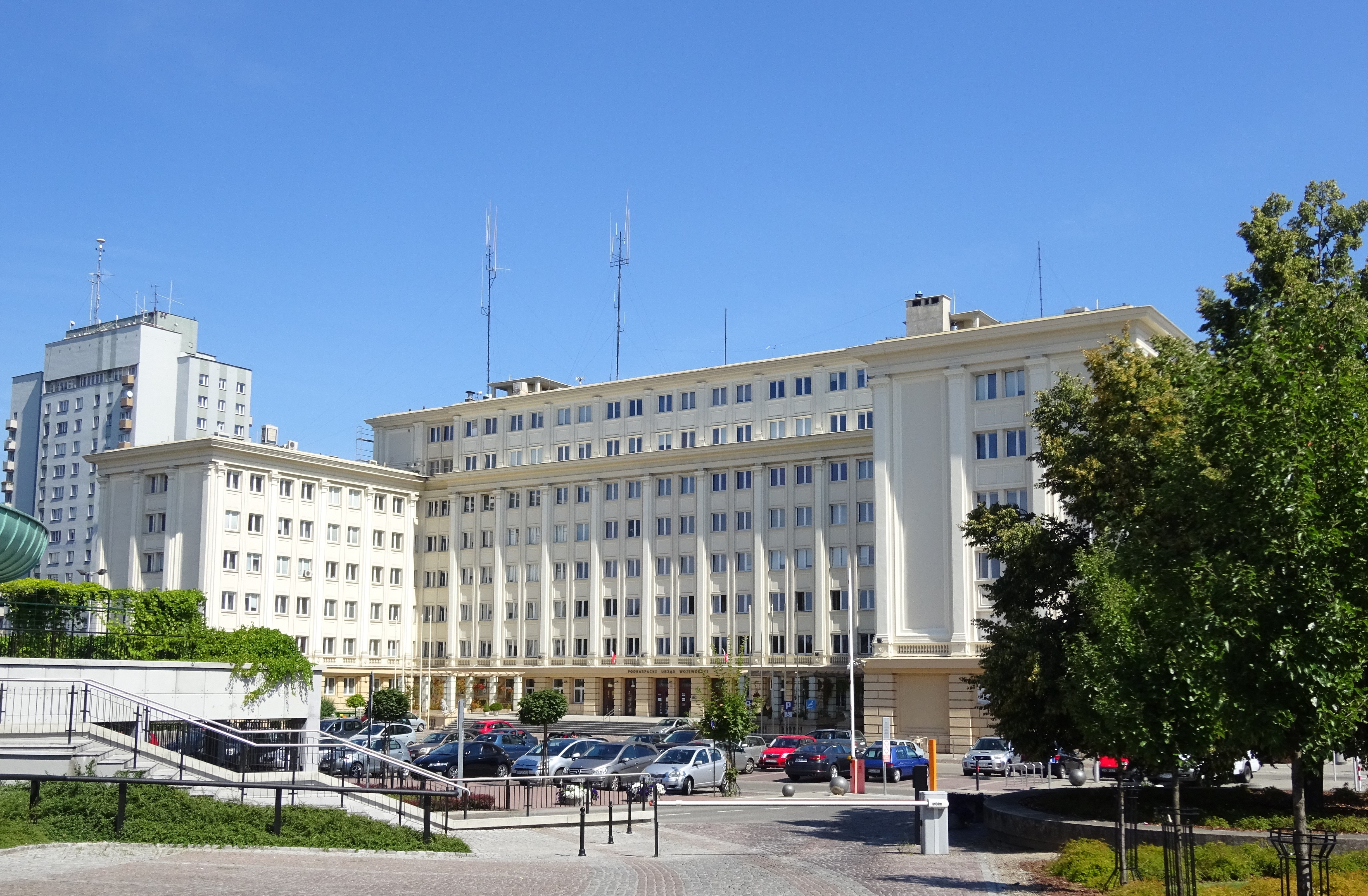
Edifício da administração da voivodia em Rzeszów (popularmente chamado de Lubianka)

### Governo autônomo
O corpo constitutivo é o Parlamento da Voivodia da Subcarpácia, composto por 33 conselheiros. A sede do conselho regional é Rzeszów. O Parlamento elege o órgão executivo da voivodia, que é o Conselho da Voivodia da Subcarpácia, composto por 5 membros com seu marechal.
Marechais da voivodia::
- de 1999 a 2002 Bogdan Rzońca
- de 2002 a 2006 Leszek Deptuła
- de 2006 a 2010 Zygmunt Cholewiński
- de 2010 a 2013 Mirosław Karapyta
- de 2013 Władysław Ortyl

### Administração governamental
O órgão da administração do governo é o Voivoda da Subcarpácia, nomeado pelo Primeiro-ministro. A sede da voivoda fica em Rzeszów. A sede da Voivodia da Subcarpácia, em Rzeszów, está localizado na rua Grunwaldzka, n.º 15. Também existem 3 delegações que operam dentro do gabinete: em Krosno, Przemyśl e Tarnobrzeg.
As delegações do gabinete da voivodia incluem em seu escopo de atividades:
Delegação nos condados de Krosno: Bieszczady, Brzozowski, Jasielski, Krosno, Leski, Sanocki e Krosno;
Delegação nos condados de Przemyśl: Jarosław, Lubaczowski, Przemyśl, Przeworsk e a cidade de Przemyśl;
Delegação nos condados Tarnobrzeg: Mielec, Niżański, Stalowa Wola, Tarnobrzeg e a cidade de Tarnobrzeg.
Voivodas
- de 1 de janeiro de 1999 a 20 de outubro de 2001, Zbigniew Sieczkoś
- de 20 de outubro de 2001 a 3 de março de 2003, Zdzisław Siewierski
- de 3 de março de 2003 a 30 de novembro de 2005, Jan Kurp
- de 30 de novembro de 2005 a 29 de novembro de 2007, Ewa Draus
- de 29 de novembro de 2007 a 30 de novembro de 2010, Mirosław Karapyta
- de 2 de dezembro de 2010 a 25 de outubro de 2011, Małgorzata Chomycz-igimigielska
- de 12 de dezembro de 2011 a 8 de dezembro de 2015, Małgorzata Chomycz-igimigielska
- de 8 de dezembro de 2015 a 11 de novembro de 2019 e de 13 de janeiro de 2020, Ewa Leniart

## Economia

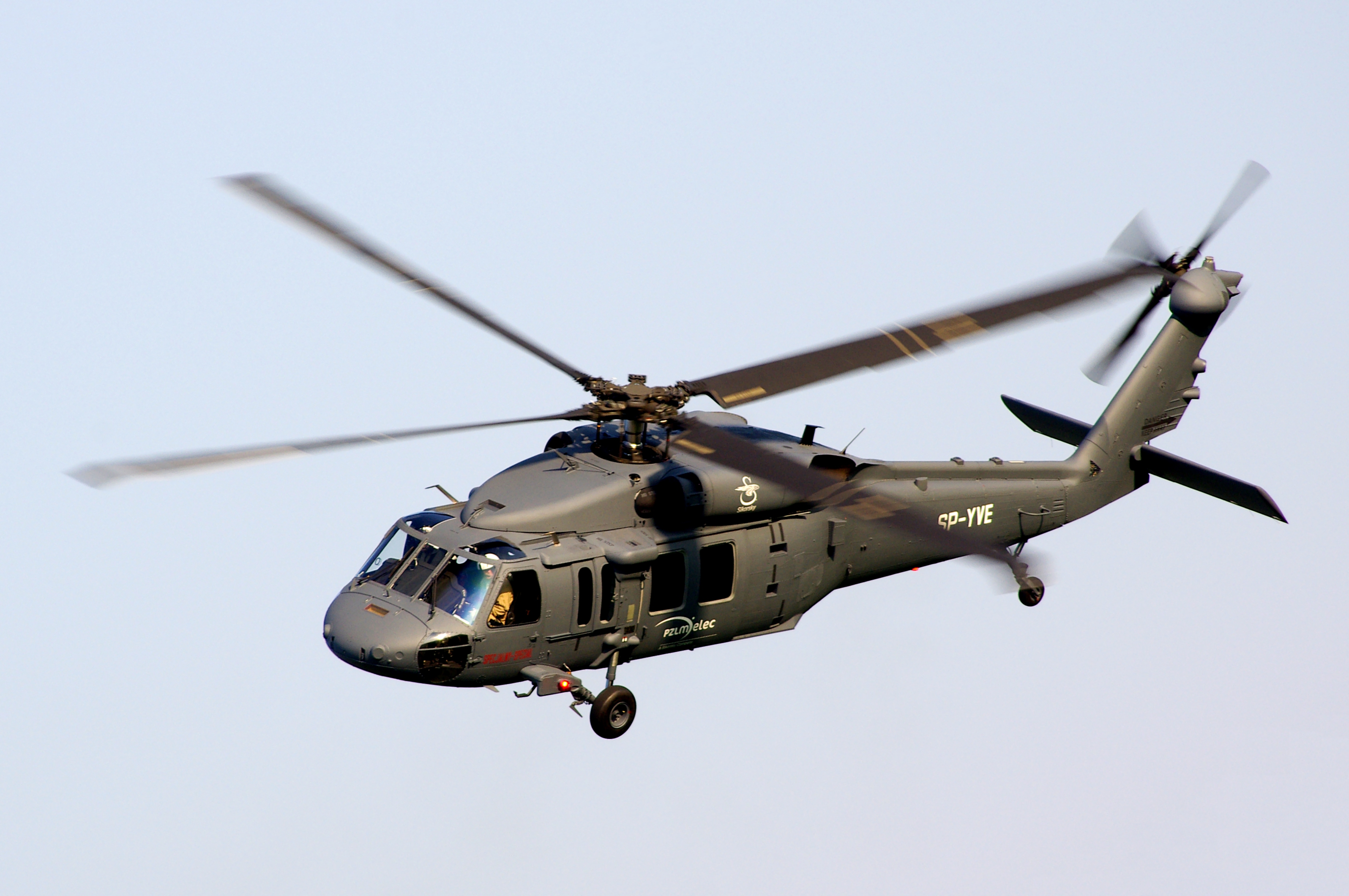
Black Hawk — helicóptero de transporte americano de uso múltiplo médio fabricado pela PZL Mielec

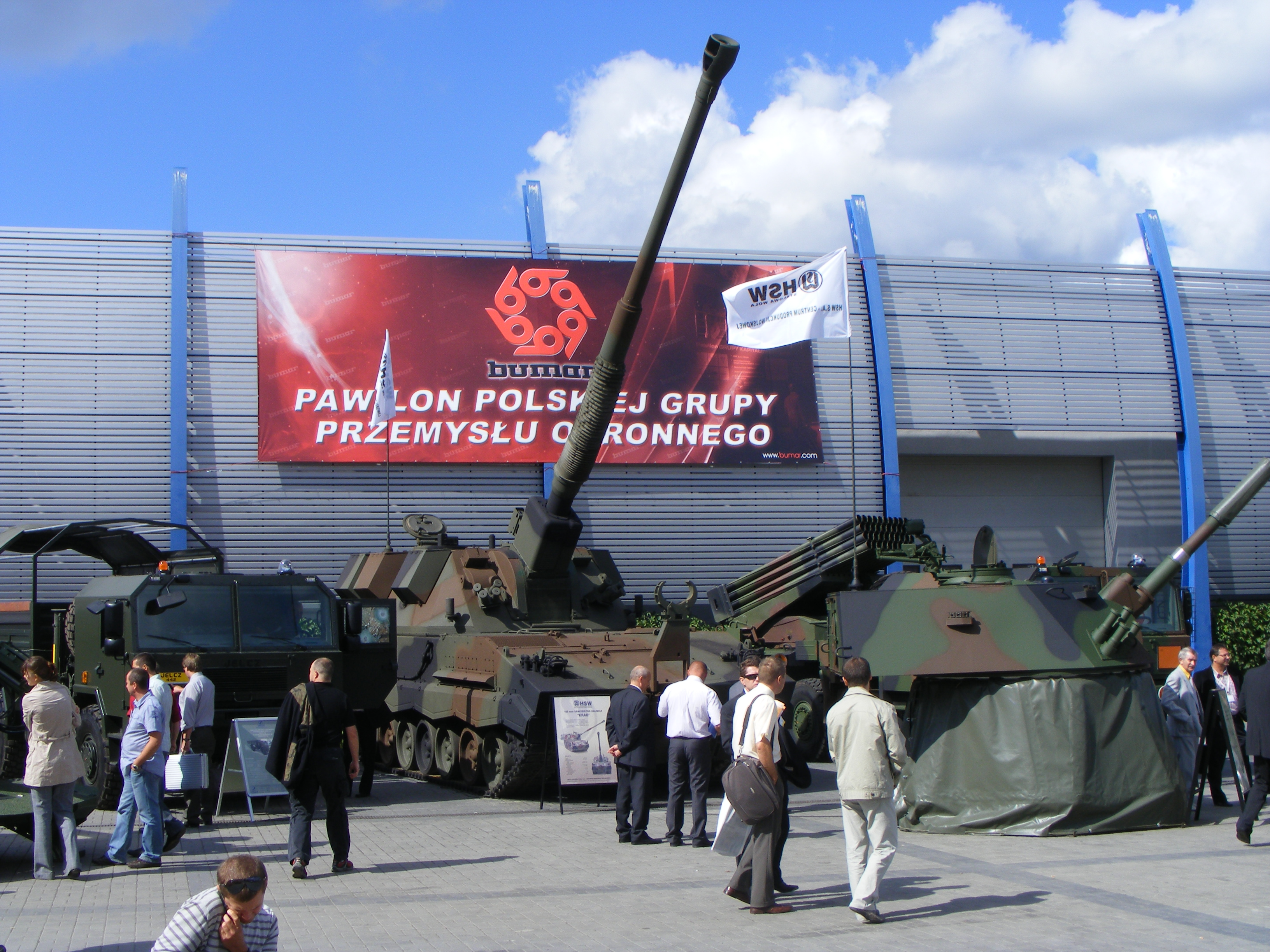
Obús autopropulsado AHS Krab produzido pela Huta Stalowa Wola

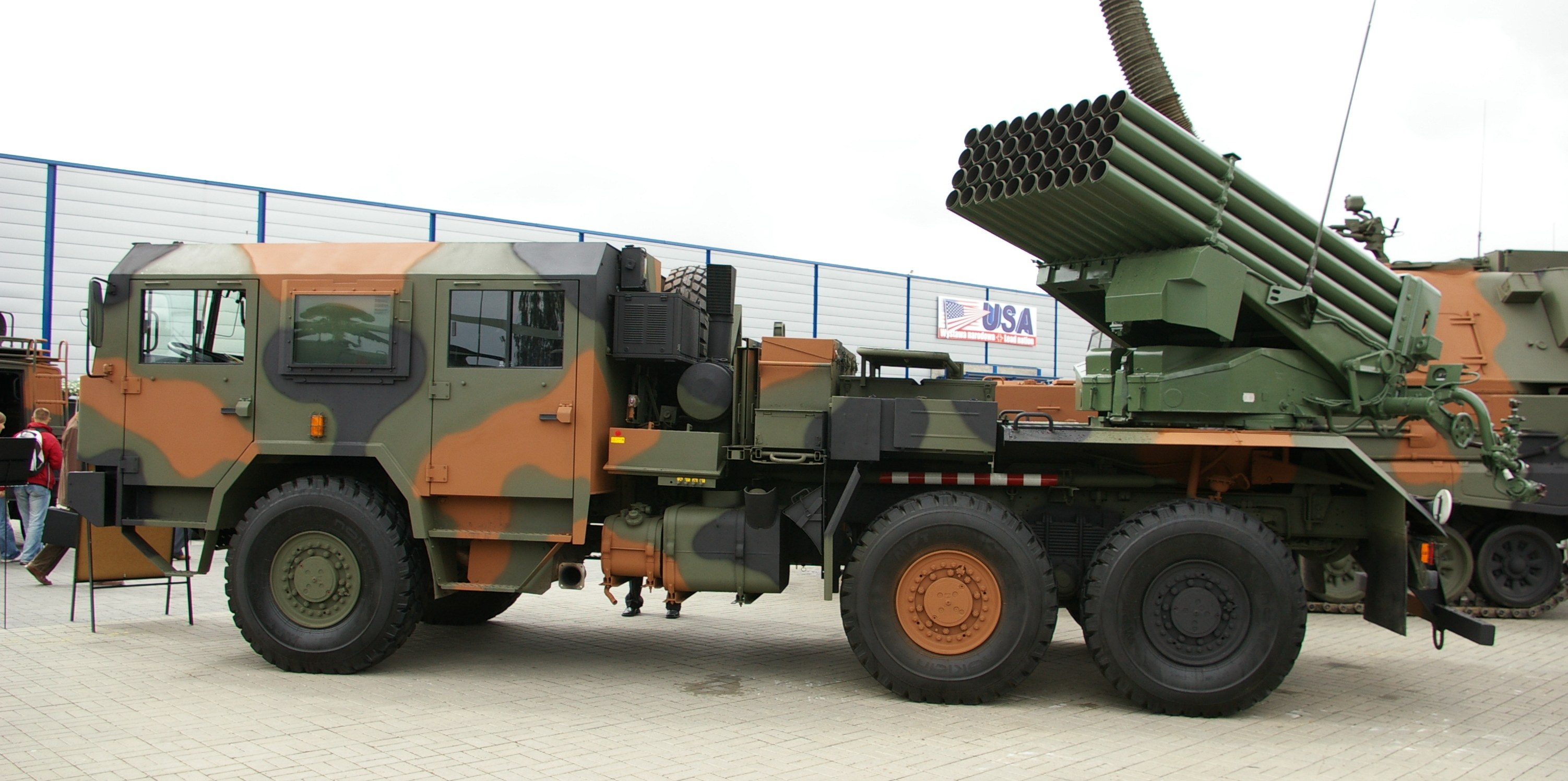
Lançador de foguetes múltiplo WR-40 Langusta fabricado pela Huta Stalowa Wola

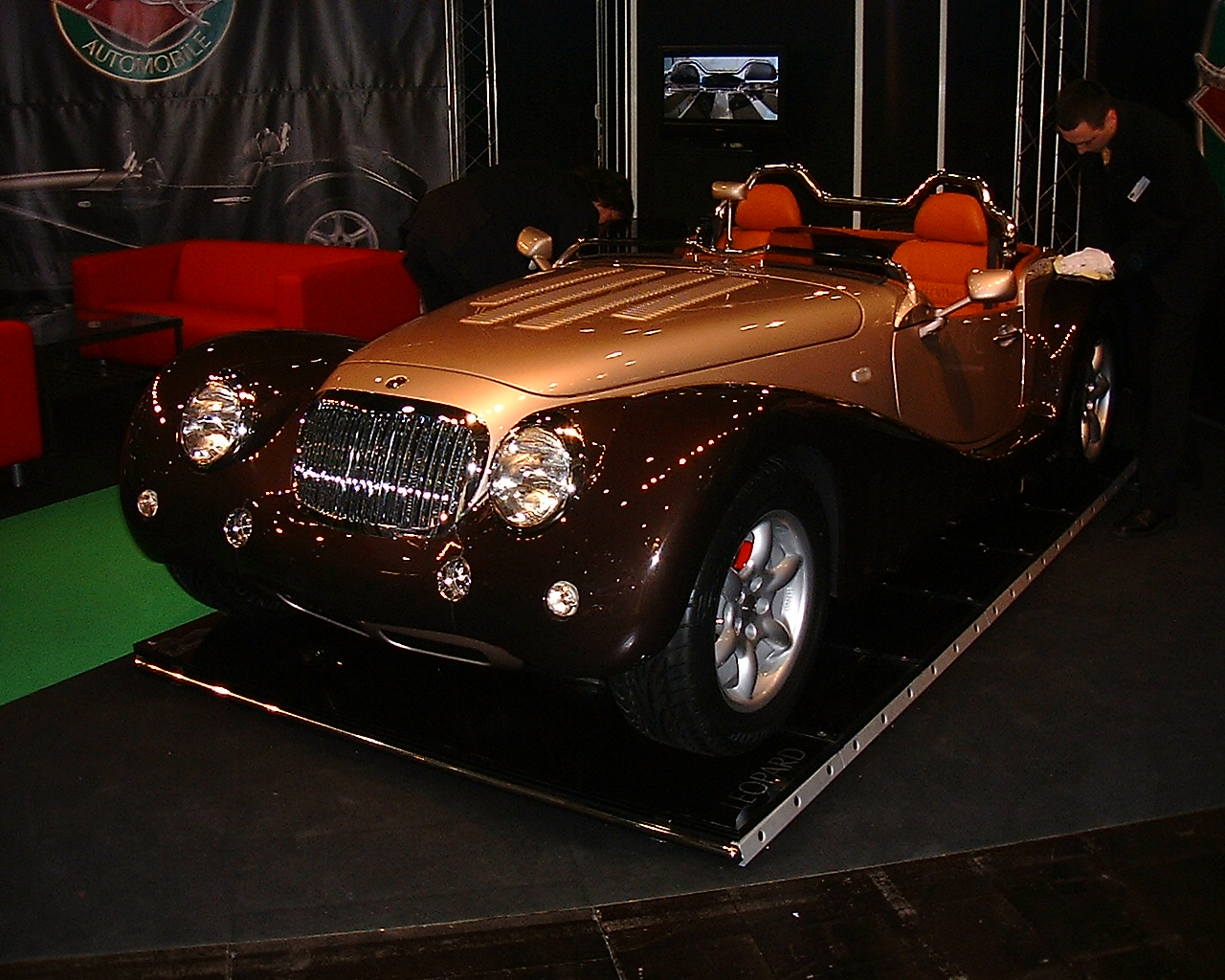
Leopard Roadster — um carro esportivo de luxo fabricado pela Leopard Automobile AB em Mielec

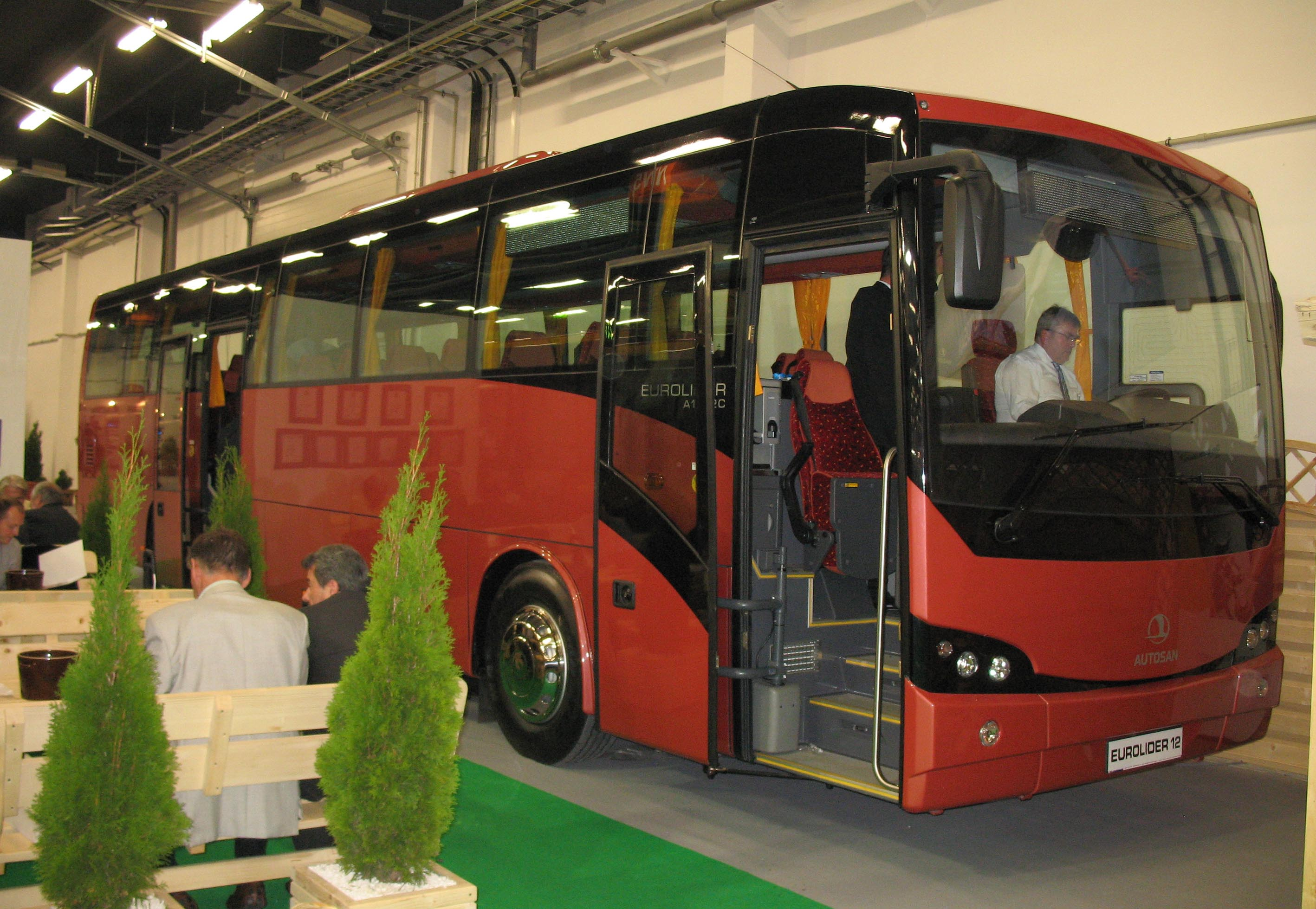
Autosan — uma marca de ônibus fabricada em Sanok

Em 2012, o produto interno bruto da voivodia da Subcarpácia totalizou 62,4 bilhões de zlótis, o que representou 3,9% do PIB da Polônia. O produto interno bruto per capita foi de 29,3 mil zlótis (70,0% da média nacional), o que colocou a Subcarpácia em último lugar em relação a outras voivodias.
Salário médio mensal de um habitante da voivodia da Subcarpácia no terceiro trimestre de 2011 foi de 3 074,48 zlótis, o que o colocou no 15.º lugar em relação a todas as outras voivodias.
Em setembro de 2019, o número de desempregados registrados na voivodia cobria aproximadamente 72,7 mil habitantes, o que equivale à taxa de desemprego de 7,7% para os economicamente ativos.
Em 2012, 7,0% dos residentes em domicílios da voivodia da Subcarpácia tiveram despesas abaixo da linha da extrema pobreza (isto é, estavam abaixo do mínimo de subsistência).
Em 2010, a venda da produção da indústria na voivodia da Subcarpácia totalizou 30,8 bilhões de zlótis, representando 3,1% da produção da indústria polonesa. As vendas da produção de construção e montagem na Subcarpácia totalizaram 5,6 bilhões de zlótis, o que representou 3,5% das vendas da Polônia.
No entanto, as indústrias da Subcarpácia são muito fragmentadas, o que afeta negativamente sua lucratividade e raramente é a única fonte de renda para uma família. [21].
O maior cluster industrial da aviação na Polônia — o Vale da Aviação — opera na voivodia da Subcarpácia. É caracterizado por uma grande concentração de empresas do setor da aviação, centros de pesquisa e instalações educacionais e de treinamento bem desenvolvidas. O centro do Vale da Aviação está localizado na sede da voivodia, em Rzeszów, e as principais cidades industriais do Vale da Aviação são: Mielec, Krosno, Dębica, Stalowa Wola e Sędziszów Małopolski, além de cidades fora das regiões de Bielsko-Biała e Świdnik. A maioria dessas cidades possui aeroportos e aeroportos esportivos civis em atividade.
As matérias-primas fósseis são enxofre, petróleo bruto e gás natural. As matérias-primas minerais são extraídas principalmente na parte montanhosa e meridional da voivodia: arenitos, calcário, gipsita (incluindo gesso de alabastro), argila cerâmica, areias (incluindo areias para vidros) e cascalho, além de turfa, águas minerais e geotérmicas. As maiores empresas polonesas de petróleo e gás têm sua sede aqui — a PGNiG Technologie em Krosno e uma das três filiais polonesas da PGNiG em Sanok. Perto de Rzeszów e Sanok, existem as maiores instalações subterrâneas de armazenamento de gás natural na Polônia: em Brzeźnica, Husów, Strachocin e Swarzów. Devido aos grandes depósitos de petróleo, três refinarias estão localizadas aqui: em Jasło, Jedlicze e Gorlice.
Zonas econômicas especiais:
- Zona Econômica Especial do Euro-Park Mielec
- Zona Econômica Especial de Tarnobrzeg Euro-Park Wisłosan

Parques industriais e tecnológicos:
- Parque Industrial de Mielec
- Parque Industrial "Stare-Miasto Park"
- Parque de Ciência e Tecnologia da Subcarpácia
- Parque Industrial de Lubaczów "Portão para o leste"

## Transportes

### Transporte rodoviário
- A densidade de estradas nacionais na região é de 4,2 km/100 km²,
- A densidade de estradas da voivodia na região é de 8,8 km/100 km²,
- A densidade de estradas dos condados na região é de 36,0 km/100 km²,
- A densidade de estradas municipais na região é de 30,6 km/100 km².[21]

Rodovias:
- Autoestrada A4

Via expressa:
- Via expressa S19 (mais a norte e sul de Rzeszów)
- Via expressa S74 (planejado)

Estradas nacionais
- Estrada nacional n.º 94
- Estrada nacional n.º 9
- Estrada nacional n.º 19
- Estrada nacional n.º 28
- Estrada nacional n.º 73
- Estrada nacional n.º 77
- Estrada nacional n.º 84

### Transporte ferroviário

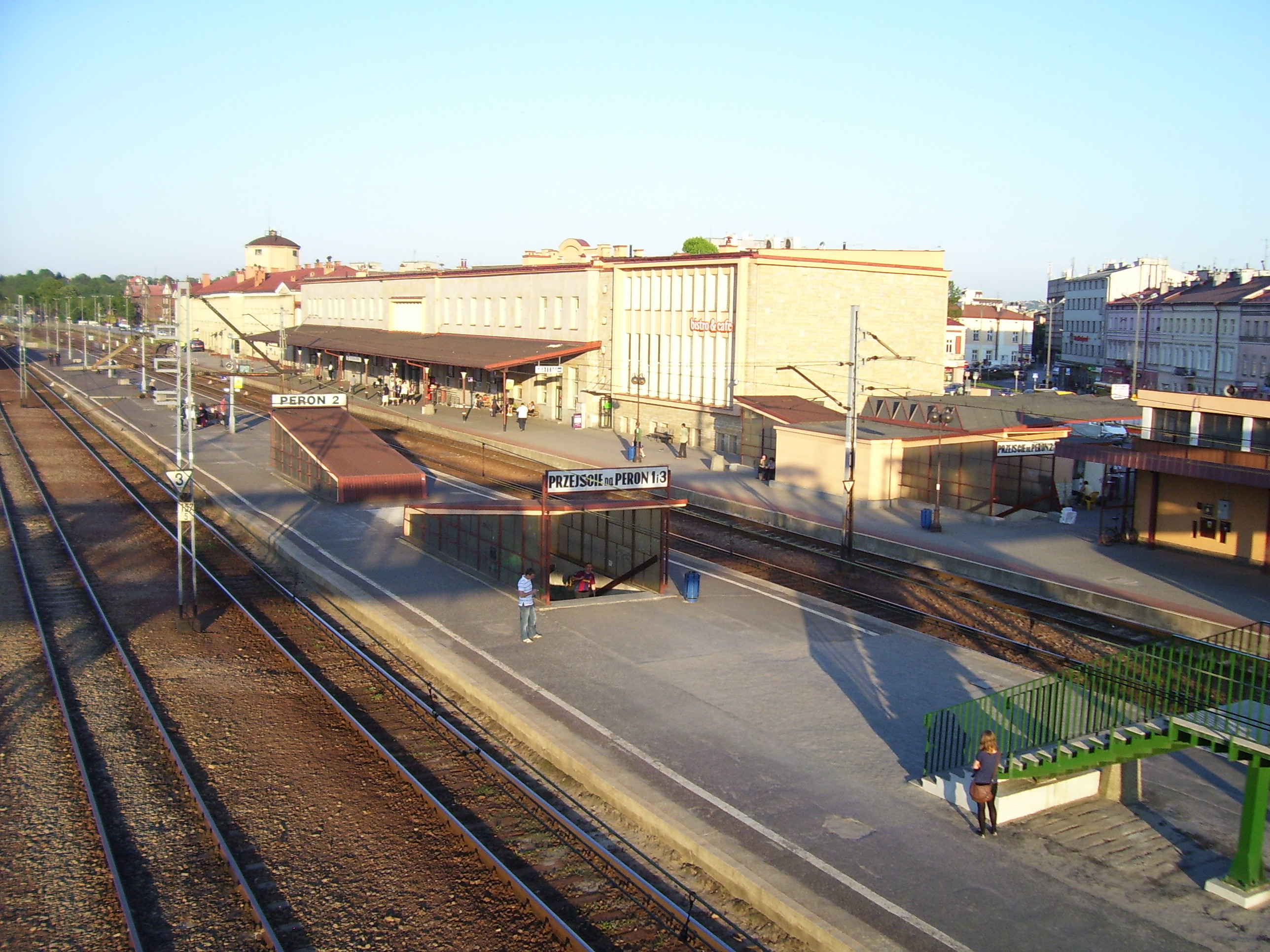
Rzeszów Główny — vista da passarela do edifício da estação

- linha ferroviária n.º 25 — Łódź Kaliska — Dębica
- linha ferroviária n.º 66 — Zwierzyniec Towarowy — Stalowa Wola Południe
- linha ferroviária n.º 68 — Lublin — Przeworsk
- linha ferroviária n.º 70 — Włoszczowice — Chmielów koło Tarnobrzega
- linha ferroviária n.º 71 — Ocice — Rzeszów
- linha ferroviária n.º 74 — Sobów — Stalowa Wola Rozwadów
- linha ferroviária n.º 78 — Sandomierz — Grębów
- linha ferroviária n.º 91 — Cracóvia — Medyka
- linha ferroviária n.º 101 — Munina — Hrebenne
- linha ferroviária n.º 102 — Przemyśl Główny — Malhowice
- linha ferroviária n.º 106 — Rzeszów — Jasło
- linha ferroviária n.º 107 — Nowy Zagórz — Łupków
- linha ferroviária n.º 108 — Stróże — Krościenko

#### Frota de trens

EN64 Acatus Plus

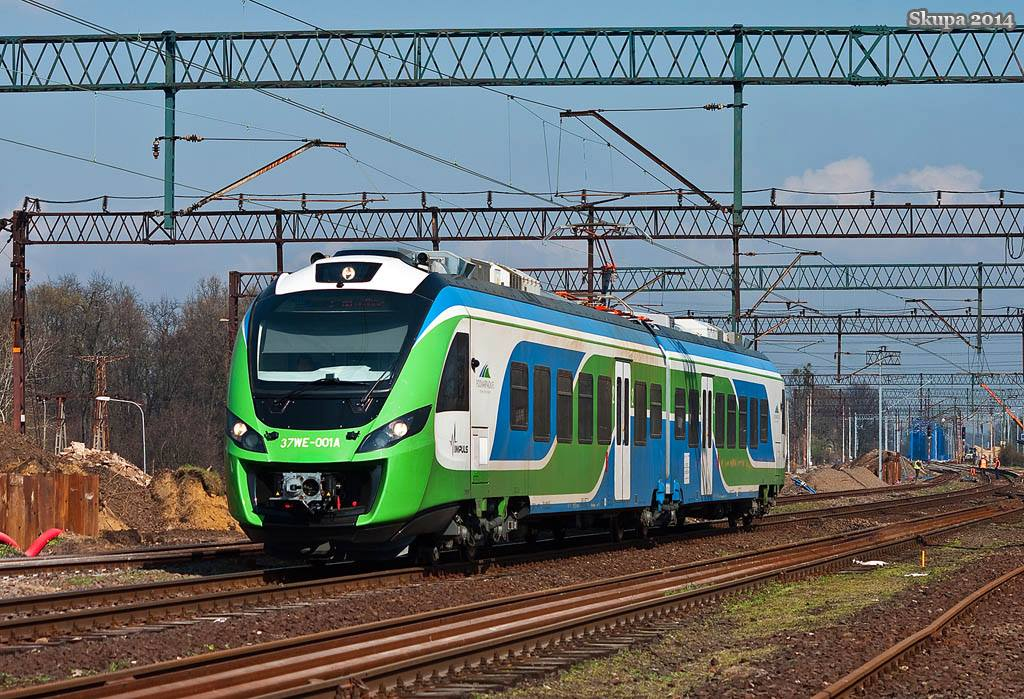
EN98 Impuls

A voivodia da Subcarpácia é proprietária de 26 veículos comprados pelo gabinete do marechal.
| Série            | Tipo  | Números   | Quantidade | Fabricante              | Usuário             | Fonte         |
| ---------------- | ----- | --------- | ---------- | ----------------------- | ------------------- | ------------- |
| EN62A Elf II     | 21WEb | 101 ÷ 105 | 5          | Pesa Bydgoszcz          | Przewozy Regionalne | [ 22 ]        |
| EN63 Impuls      | 36WE  | 001       | 1          | Newag                   | Przewozy Regionalne | [ 23 ]        |
| EN63A Impuls     | 36WEa | 019       | 1          | Newag                   | Przewozy Regionalne | [ 24 ]        |
| EN64 Acatus Plus | 40WE  | 001, 005  | 2          | Pesa Bydgoszcz          | Przewozy Regionalne | [ 25 ]        |
| EN76A Elf II     | 22WEf | 101 ÷ 102 | 2          | Pesa Bydgoszcz          | Przewozy Regionalne | [ 26 ] [ 27 ] |
| EN98 Impuls      | 37WE  | 001 ÷ 002 | 2          | Newag                   | Przewozy Regionalne | [ 28 ]        |
| SA103            | 214Ma | 001 ÷ 002 | 2          | Pesa Bydgoszcz          | Przewozy Regionalne | [ 29 ]        |
| SA109            | 212M  | 007, 010  | 2          | Kolzam                  | Przewozy Regionalne | [ 29 ]        |
| SA134            | 218Md | 022, 029  | 2          | ZNTK „Mińsk Mazowiecki” | Przewozy Regionalne | [ 29 ]        |
| SA135            | 214Ma | 010 ÷ 014 | 5          | ZNTK „Mińsk Mazowiecki” | Przewozy Regionalne | [ 29 ]        |
| SA140            | 222Ma | 001 ÷ 002 | 2          | Newag                   | Przewozy Regionalne | [ 30 ]        |

#### Ferrovias de bitola estreita

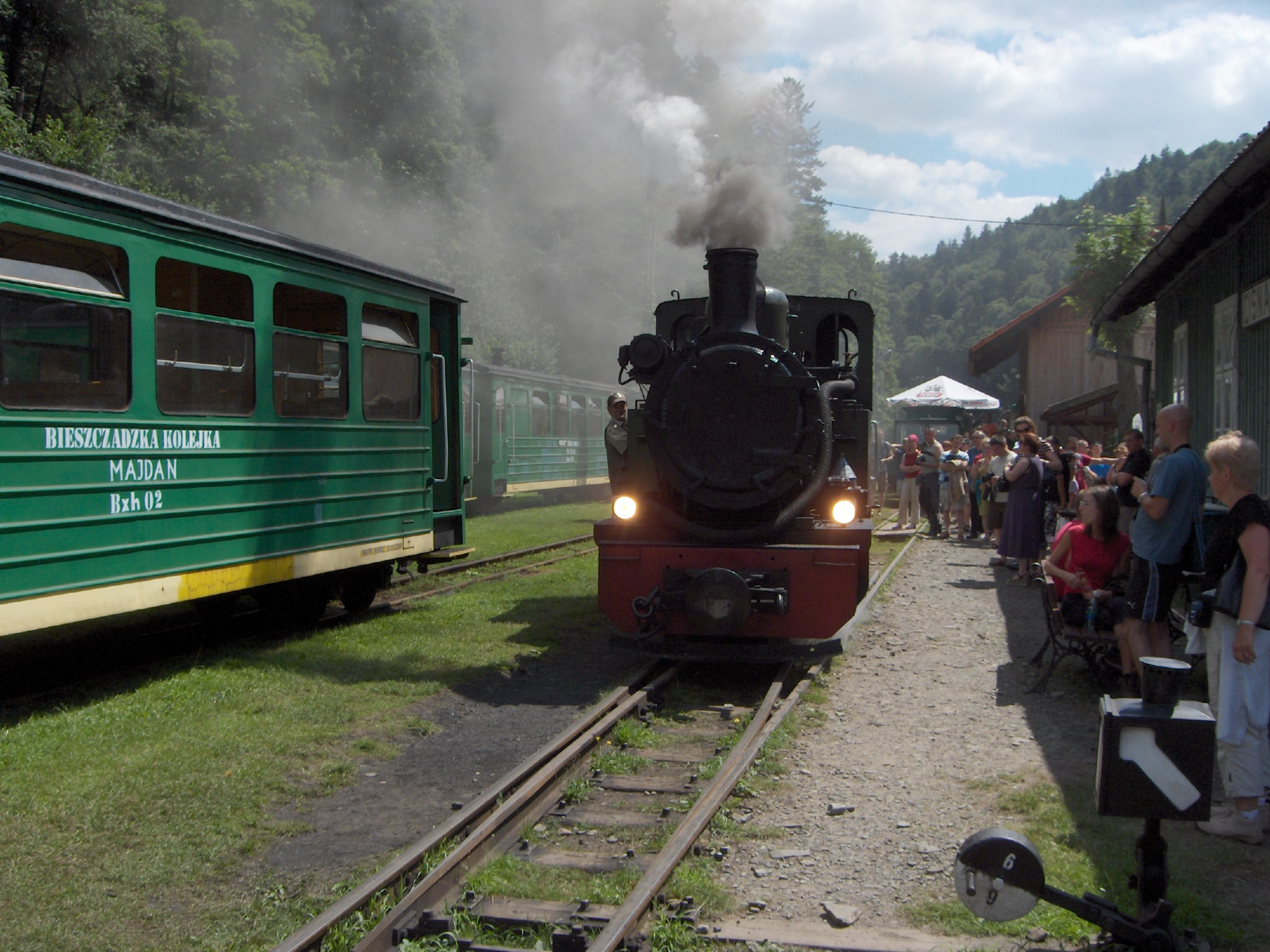
Estrada de ferro da floresta de Bieszczady

- Estrada de ferro da floresta de Bieszczady
- Ferrovia de acesso Przeworsk

### Transporte aéreo

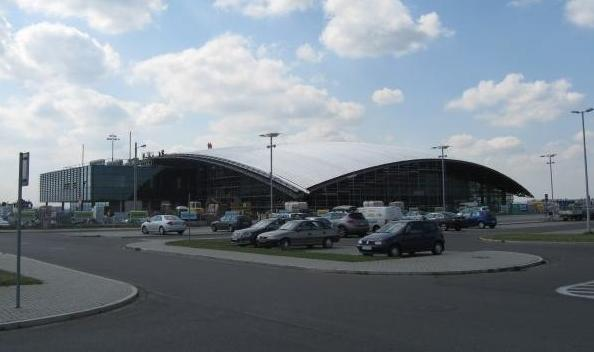
Novo terminal de passageiros de Rzeszów-Jasionka

- Aeroporto Rzeszów-Jasionka (internacional)
- Aeroporto em Krosno
- Aeroporto em Mielec
- Aeroporto em Stalowa Wola-Turbia
- Aeroporto em Stara Wieś
- Campo de pouso em Sanok-Baza
- Local de desembarque de Sanok
- Autódromo de Bezmiechowa Górna
- Pista de patinação em Weremień

### Pontos de passagem de fronteira
Rodovia:

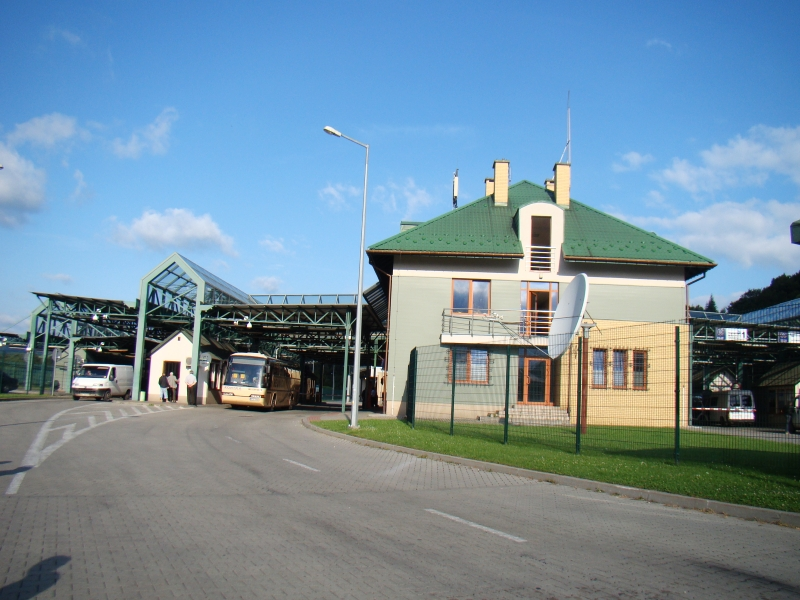
Passagem da fronteira Krościenko-Smolnica — vista do lado polonês

- Passagem da fronteira entre Korczów e Cracóvia
- Passagem da fronteira Budomierz — Hruszów
- Passagem da fronteira Krościenko — Smolnica
- Passagem de fronteira Medyka — Szegin
- Passagem da fronteira Ożenna — Niżna Polianka
- Passagem da fronteira Barwinek — Vyšný Komárnik
- Passagem da fronteira Radoszyce — Palota

Estrada de ferro:
- Passagem da fronteira Krościenko — Chyrów
- Passagem da fronteira Przemyśl — Mościska
- Passagem de fronteira Werchrat — Rawa Ruska

Passagens aéreas:
- Aeroporto Rzeszów-Jasionka

## Cultura

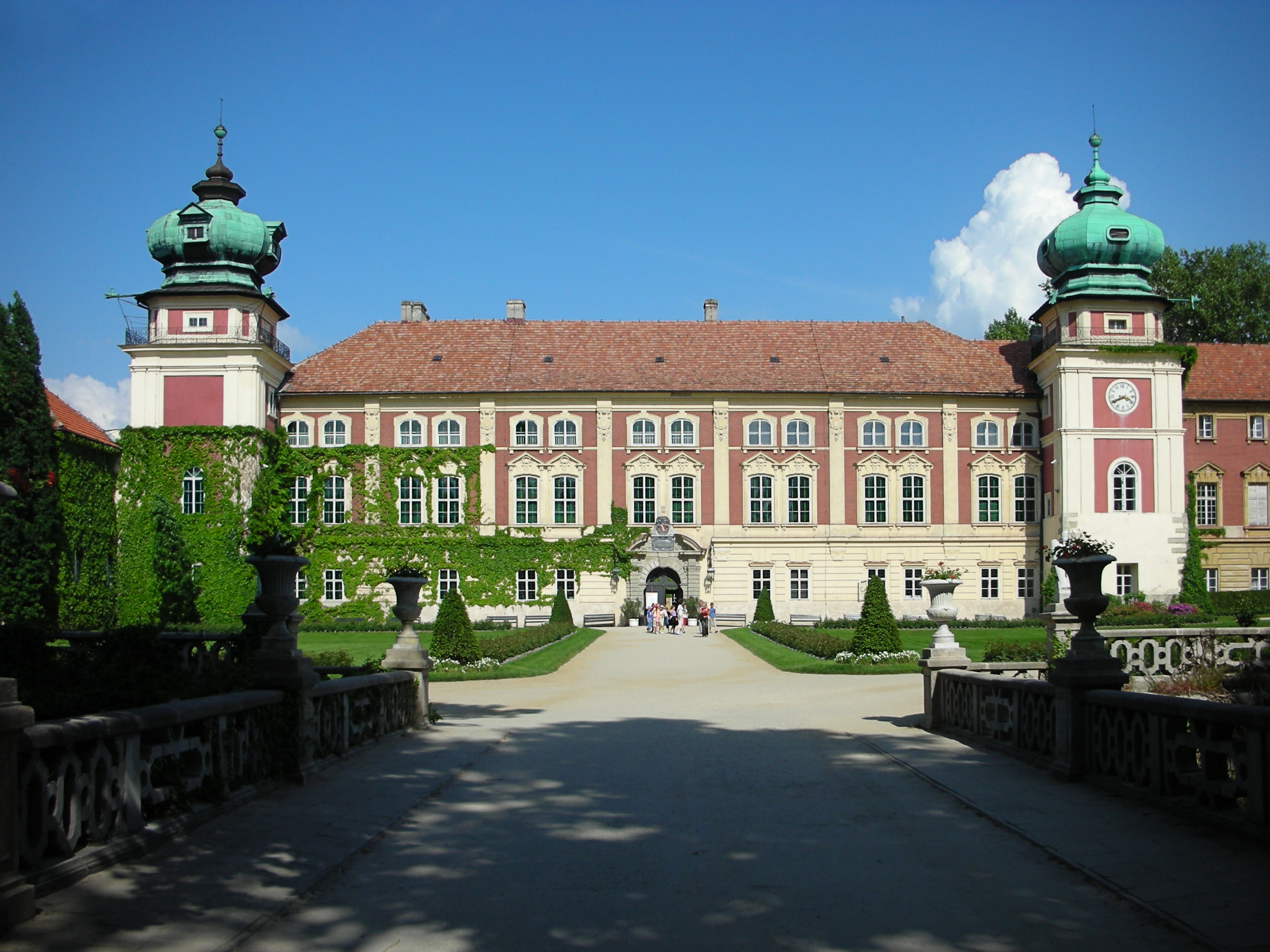
Castelo Lubomirski em Łańcut

Teatro Wanda Siemaszkowa em Rzeszów

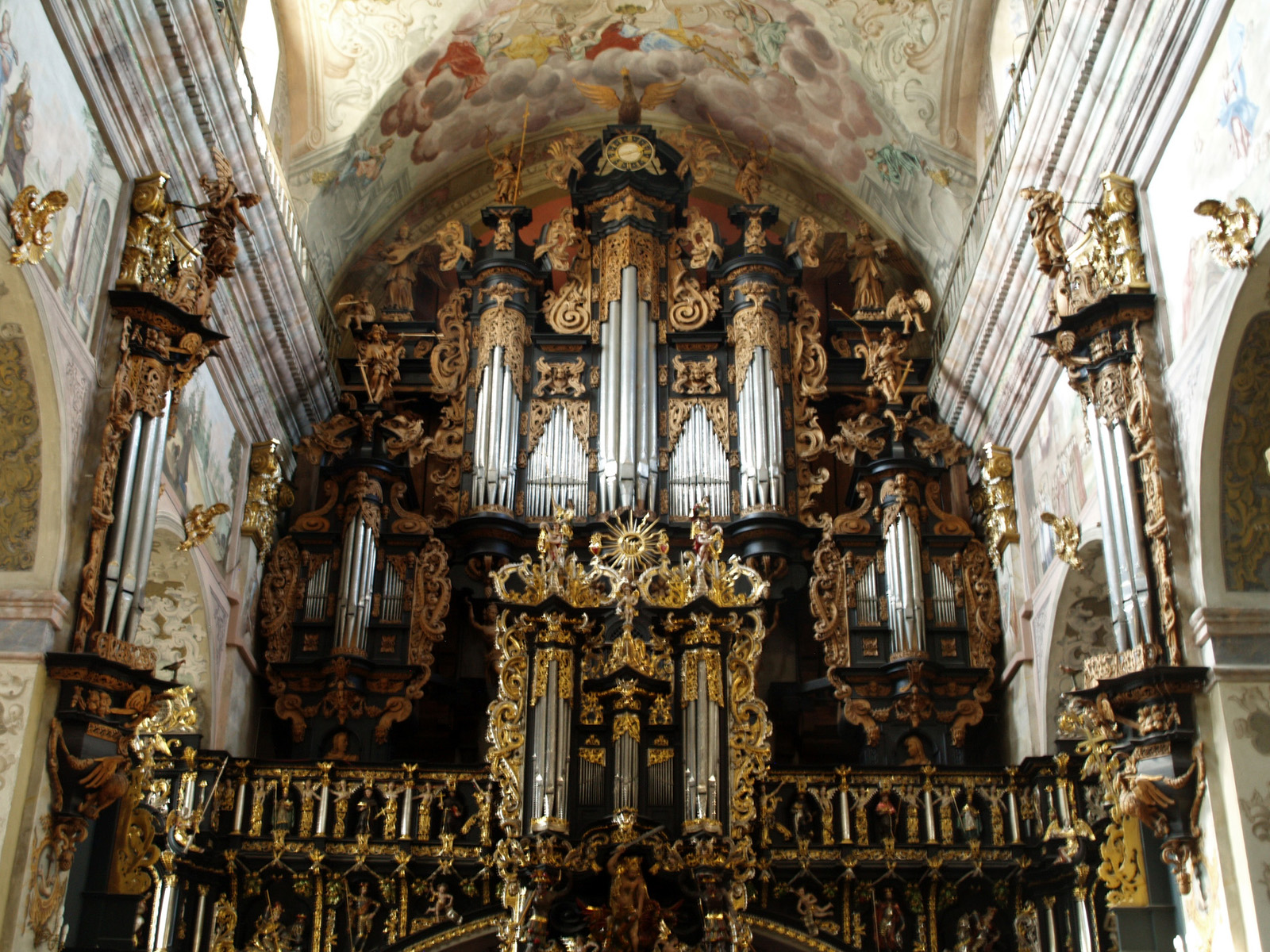
Órgão na Basílica da Anunciação da Virgem Maria em Leżajsk

Instituições de cultura do governo autônomo da voivodia:
- Arboreto e Departamento de Fisiografia em Bolestraszyce,
- Centro Cultural de Przemyśl,
- Filarmônica Artur Malawski em Rzeszów,
- Galeria de Arte Contemporânea em Przemyśl,
- Museu de Cultura Folclórica de Kolbuszowa,
- Museu da Subcarpácia em Krosno,
- Museu-Castelo em Łańcut,
- Museu Nacional da Terra Przemyśl em Przemyśl,
- Museu Distrital de Rzeszów,
- Museu de Arquitetura Folclórica de Sanok,
- Museu Maria Konopnicka em Żarnowiec,
- Teatro Wanda Siemaszkowa em Rzeszów,
- Biblioteca Pública Provincial e Municipal de Rzeszów,
- Centro Provincial de Cultura em Rzeszów.

## Ciência e educação
- Rzeszów

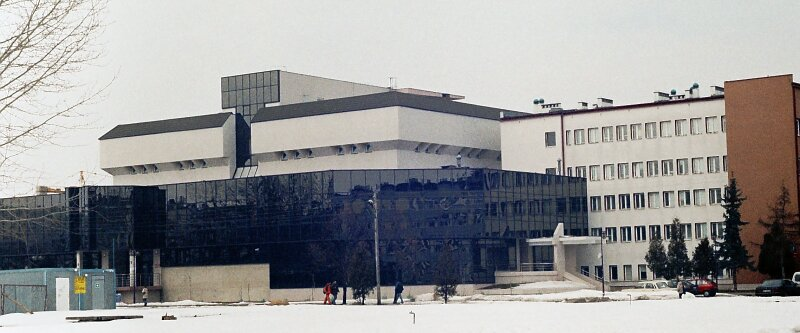
Biblioteca da Universidade de Rzeszów

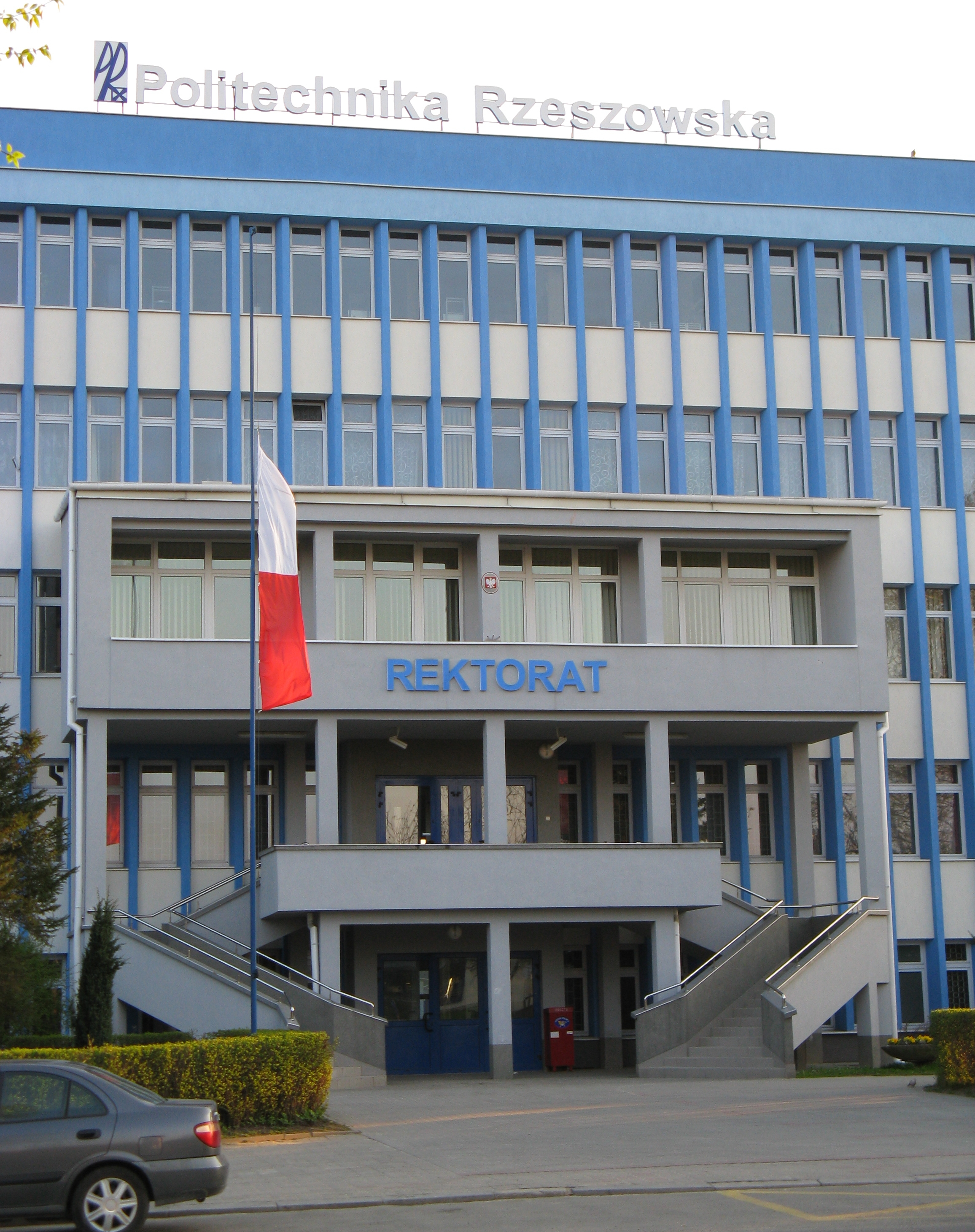
Universidade de Tecnologia de Rzeszów — reitoria

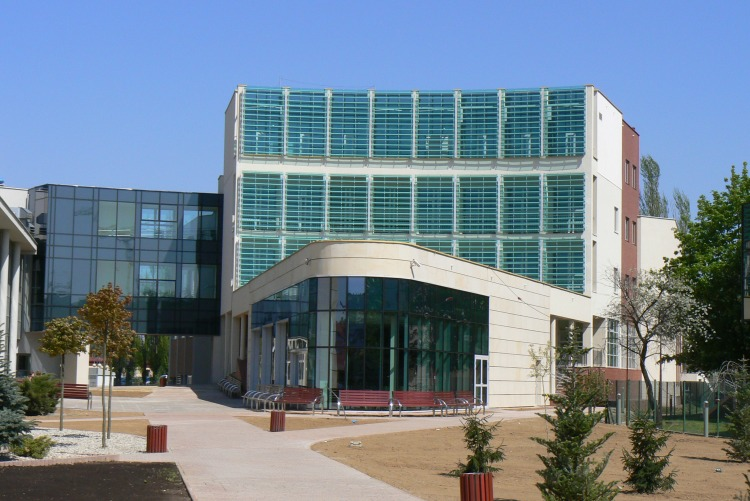
Universidade WSPiA Rzeszów

  - Universidade de Rzeszów (com 12 faculdades, incluindo a Faculdade de Medicina, que é a base para o estabelecimento da Faculdade de Medicina em Rzeszów. Em 2015, a faculdade de medicina foi criada)
  - Universidade de Tecnologia de Rzeszów Ignacy Łukasiewicz (a maior universidade técnica do sudeste da Polônia, com um centro de treinamento de pilotos de aviação civil)
  - Seminário Teológico Superior em Rzeszów
  - Universidade de Tecnologia da Informação e Gestão em Rzeszów (a maior universidade privada na Subcarpácia)
  - Escola de Professores da faculdade de línguas estrangeiras em Rzeszów
  - Escola PROMAR de Línguas Estrangeiras e Administração em Rzeszów
  - Universidade WSPiA Rzeszów
  - Universidade de Engenharia e Economia
- Przemyśl

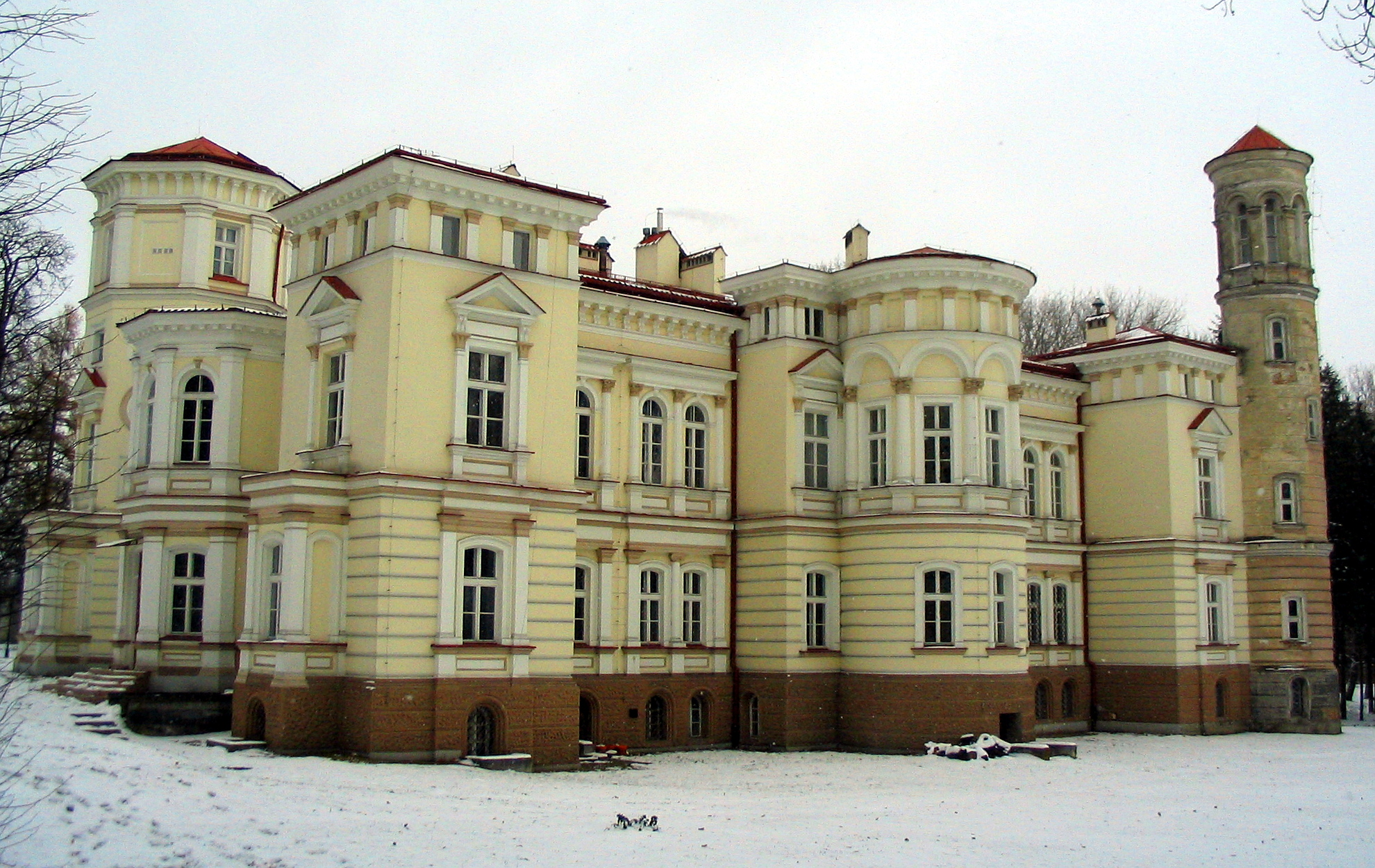
Edifício principal da Universidade Estatal da Europa Oriental em Przemyśl, Palácio Lubomirski

- - Universidade Estadual da Europa Oriental em Przemyśl
  - Universidade de Economia em Przemyśl
  - Universidade de Tecnologia da Informação e Gestão em Przemyśl
  - Escola de Professores da faculdade de línguas estrangeiras em Przemyśl
  - Seminário Teológico Superior em Przemyśl
- Tarnobrzeg
  - Escola Profissional Estadual de Tarnobrzeg prof. Stanisław Tarnowski em Tarnobrzeg
  - Equipe de faculdades de professores em Tarnobrzeg
  - Escola Superior de Comércio em Kielce Departamento fora do campus em Tarnobrzeg[31]
  - Escola Profissional de Negócios
  - Escola de Comércio da Baixa Polônia
  - Escola de Administração
- Krosno
  - Escola Profissional Superior do Estado de Krosno — (14 campos de estudo) com as seguintes unidades: Instituto Politécnico, Instituto de Cultura Física, Instituto de Humanidades, Instituto de Saúde e Economia, Estudo de Língua Estrangeira e Ciências Sociais, Estudo de Ciências Naturais e Matemática, Estudo de Ciências Naturais e Matemática, Educação Física e Estudo Esportivo.
  - Faculdade Estadual de Educação para Animadores e Bibliotecários da Cultura em Krosno
  - Escola particular de negócios em Krosno
  - Universidade de Tecnologia da Informação e Gestão em Rzeszów campus em Krosno
  - Universidade de Ciência e Tecnologia AGH em Cracóvia — filial em Krosno
- Dębica
  - Universidade de Economia de Cracóvia — Departamento não local de desenvolvimento regional em Dębica
  - Universidade de Tecnologia da Informação e Gestão em Rzeszów — Centro Educacional em Dębica
  - Escola de Professores da Faculdade de Línguas Estrangeiras em Dębica
- Jarosław

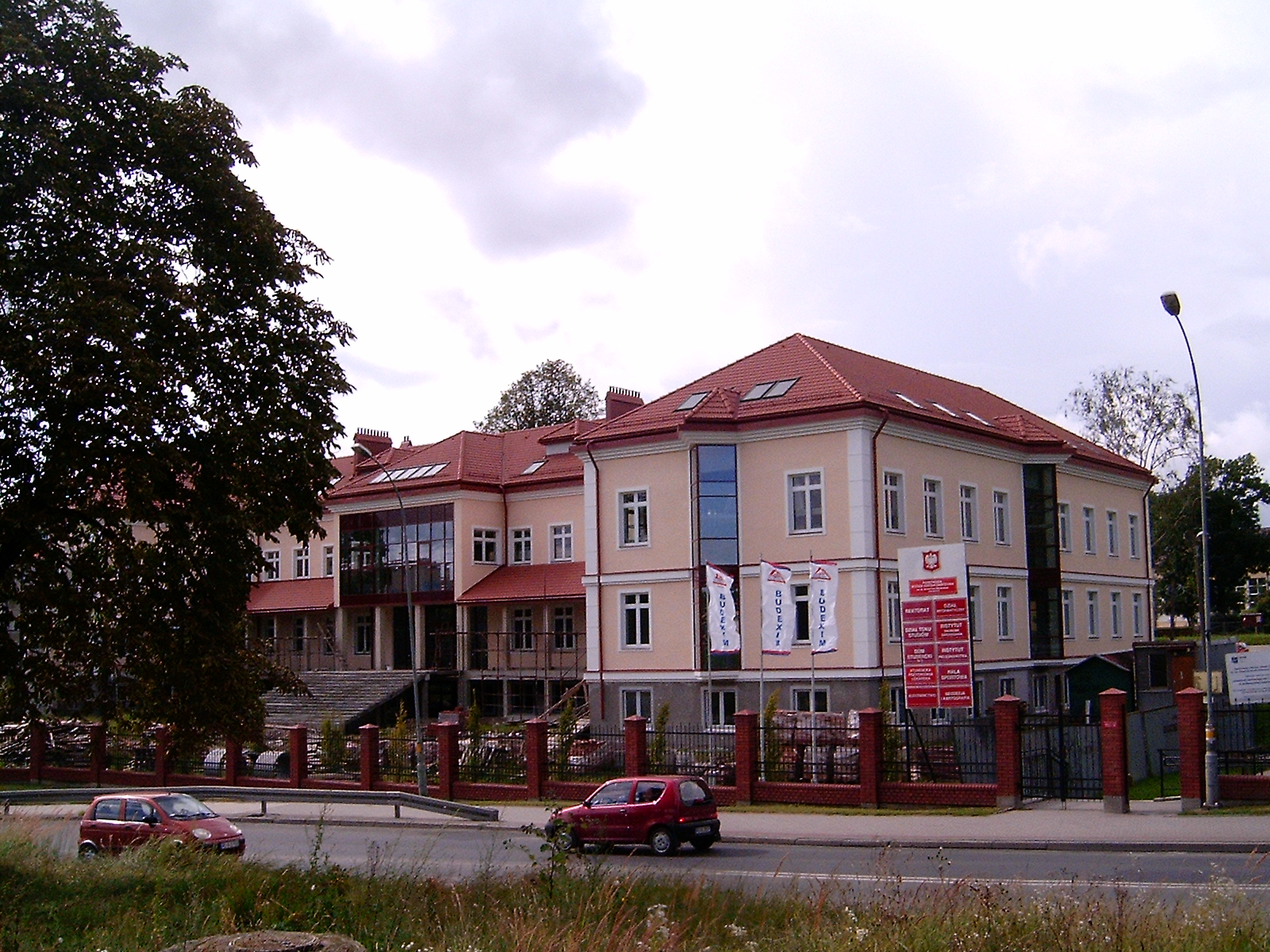
Prédio da Biblioteca da Escola Superior de Tecnologia e Economia de Jarosław

- - Escola Superior de Tecnologia e Economia do Estado Bronisław Markiewicz em Jarosław
  - Universidade de Humanidades e Economia em Łódź — Centro Didático fora do campus em Jarosław
  - Escola de Professores da faculdade de línguas estrangeiras em Jarosław
- Jasło
  - Colégio da Subcarpácia em Jasło padre Władysław Findysz
- Leżajsk
  - Escola de Professores de Línguas Estrangeiras em Leżajsk
- Mielec
  - Universidade de Economia e Gestão de Mielec
  - Universidade de Ciência e Tecnologia AGH em Cracóvia — fora da cidade
  - Academia de Educação Física de Varsóvia — centro fora da cidade
  - Escola de negócios particular em Mielec
  - Escola de Professores de Línguas Estrangeiras de Mielec
  - Escola Superior de Medicina
  - Escola Britânica em Mielec
- Przeworsk
  - Escola de Professores da faculdade de línguas estrangeiras em Przeworsk
- Nisko
  - Universidade de Tecnologia e Humanidades Casimir Pulaski em Radom
    - Faculdade de Engenharia Elétrica e de Transportes — Centro Didático Externo em Nisko

  - Faculdade de Segurança e Proteção Marechal Józef Piłsudski com sede em Varsóvia
    - Departamento externo em Nisko
- Ropczyce
  - Universidade de Engenharia e Economia em Ropczyce
  - Escola de Professores da faculdade de línguas estrangeiras em Ropczyce
- Sanok
  - Colégio Vovacional Jan Grodek em Sanok
  - Escola de Professores de Línguas Estrangeiras em Sanok
  - Universidade de Sanock (com autoridade pública)
  - Corpo docente fora da universidade da Universidade da Silésia
  - Escola de Empreendedorismo da Subcarpácia (PSP)
  - Centro de Formação de Professores em Sanok
- Stalowa Wola
  - Universidade Católica de Lublin
    - Faculdade de Direito e Ciências Sociais fora do campus em Stalowa Wola

  - Universidade de Economia em Stalowa Wola
  - Colégio Polaco-tcheco de Negócios e Esporte "Collegium Glacense", com sede em Stalowa Wola
  - Universidade de Tecnologia de Rzeszow

## Castelos e palácios

Mosteiro Fortificado dos Carmelitas Descalços em Zagórz

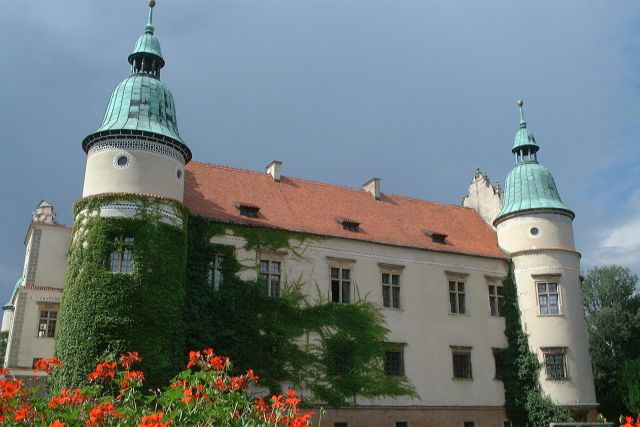
Castelo em Baranów Sandomierski

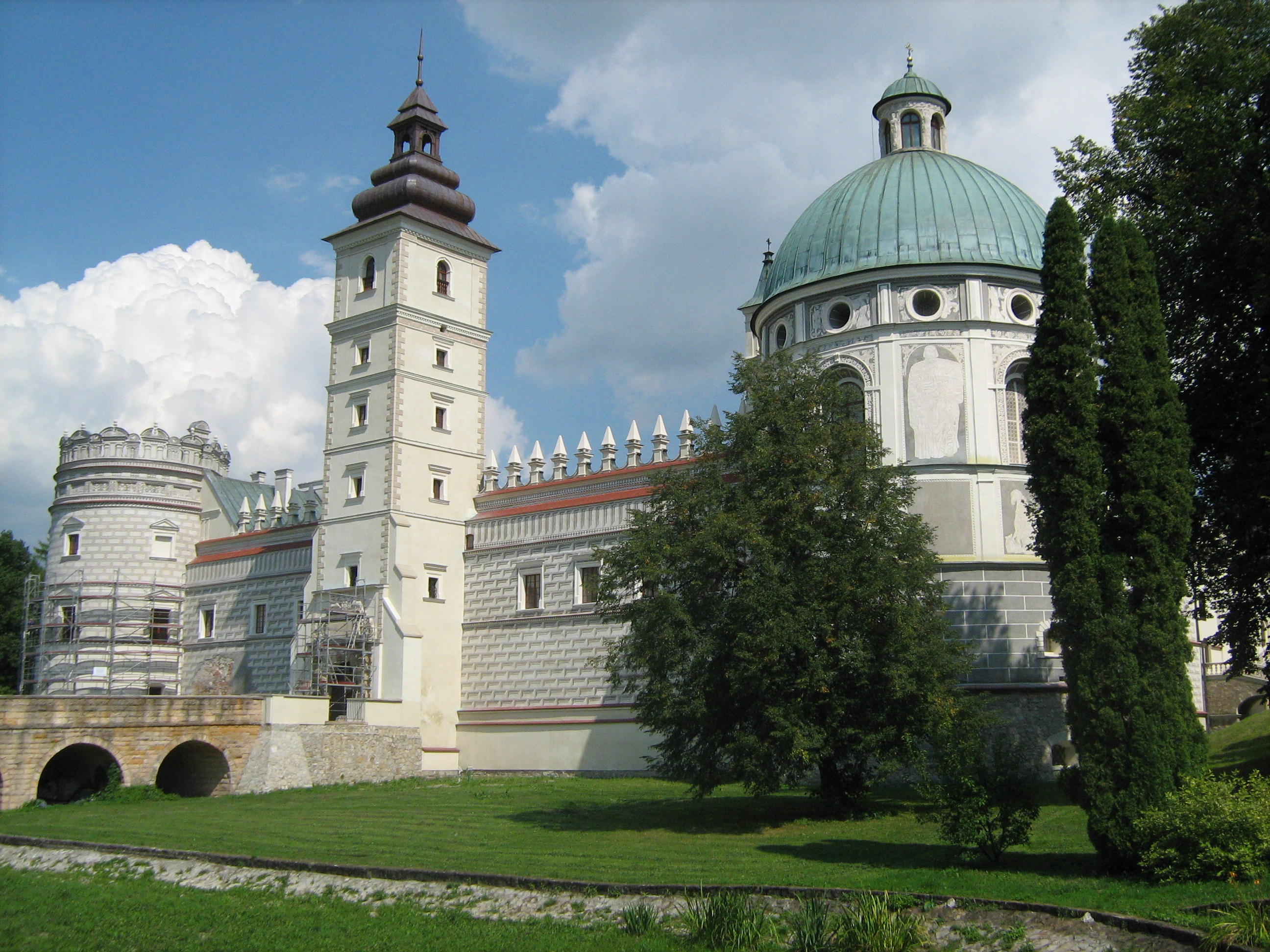
Castelo de Krasiczyn

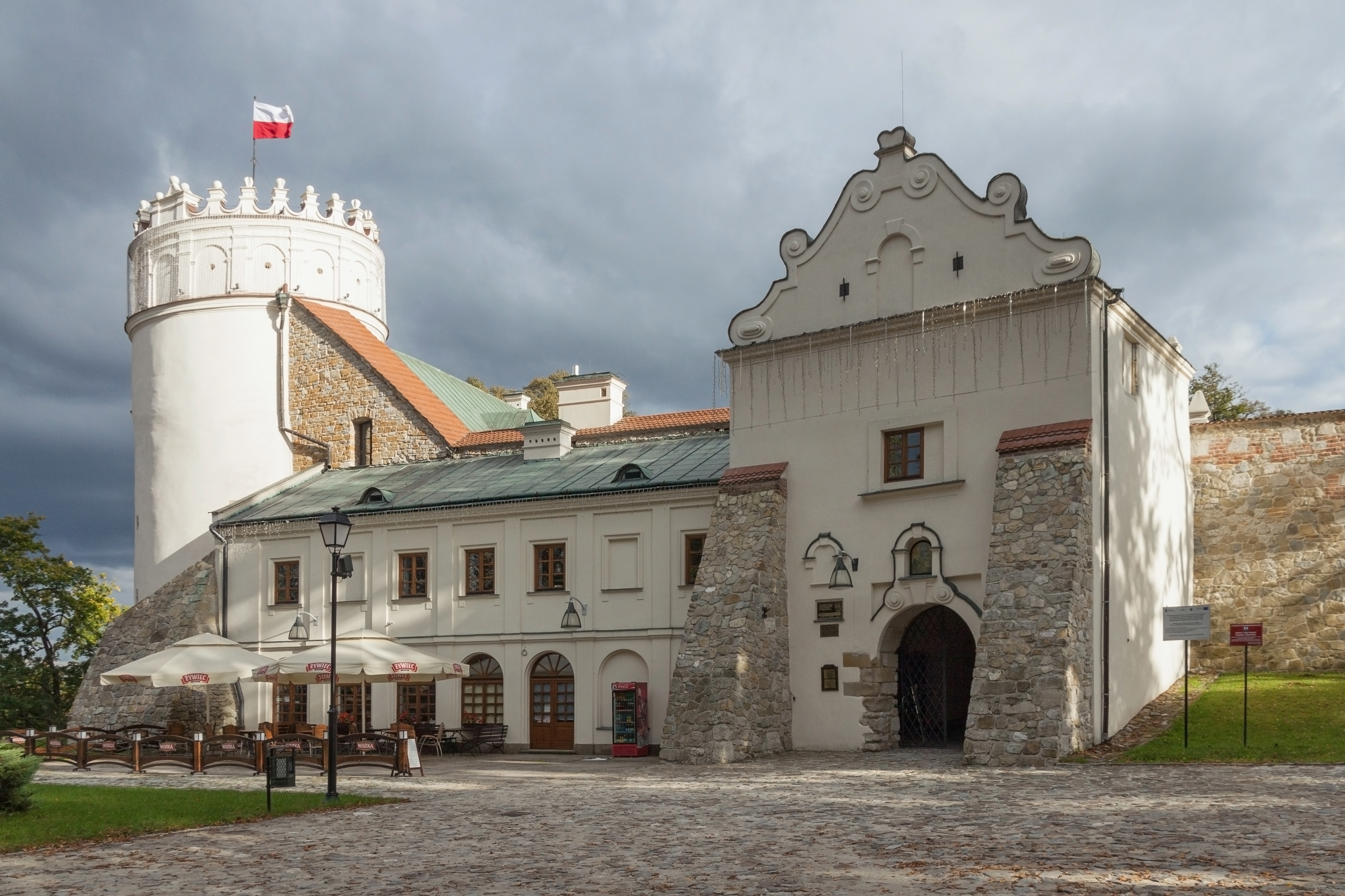
Castelo de Kazimierzowski em Przemyśl

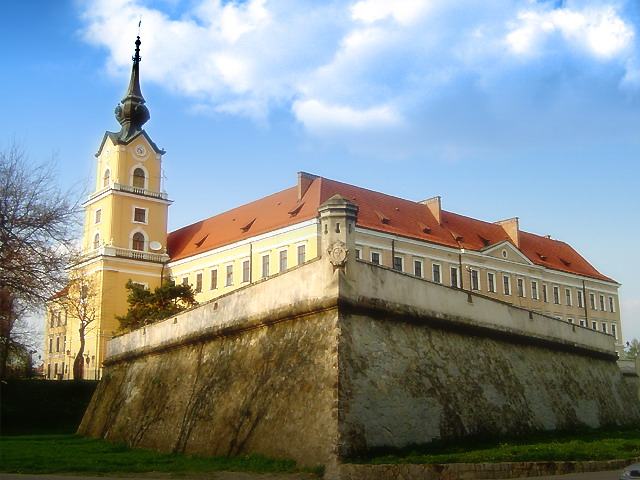
Castelo Lubomirski em Rzeszów

Palácio Swierński em Jasło

Lista de castelos e palácios da voivodia da Subcarpádia:
- Castelo Kamieniec — Odrzykoń,
- Castelo de Baranów Sandomierski,
- Castelo renascentista de Krasicki e Sapieha — Krasiczyn,
- Castelo Kazimierzowski em Przemyśl,
- Mansão em Wolica — Dębica,
- Castelo barroco — Dukla,
- Castelo de Łańcut,
- Castelo em Rzeszów,
- Palácio de verão Lubomirski em Rzeszów,
- Palácio em Sieniawa,
- Palácio em Ropczyce,
- Palácio Tarnowski em Tarnobrzeg,
- Mansão Mycielski em Wiśniowa,
- Mansão Lubomirski em Boguchwala,
- Castelo Real em Sanok,
- Mansão em Bolestraszyce,
- Mansão em Boratyn,
- Palácio em Iwonicz Zdrój,
- Palácio Stawiarski em Jedlicze,
- Castelo de Lesko,
- Palácio Miera em Leżajsk,
- Mansão Oborskich em Mielec,
- Castelo Lubomirski em Stalowa Wola,
- Palácio é atualmente um orfanato em Strzyżów,
- Complexo do palácio e do parque em Przeworsk,
- Palácio em Bircza,
- Castelo em Przecław,
- Palácio Swierński — Jasło — Gorajowice
- Castelo Szaszkiewicz em Rzemień,
- Complexo do palácio e mansão em Czudiec,
- Palácio Lubomirski em Przemyśl,
- Casas em Dębica Wiluszówka,
- Palácio Poniński em Horyniec Zdrój,
- Palácio em Pełkinia,
- Palácio Wodzicki em Tyczyn,
- Palácio Bobrowski em Dlugie,
- Palácio em Julin,
- Palácio em Verynia,
- Palácio em Zarzecze,
- Casa senhorial — Dębica,
- Casa senhorial — Ciemięrzowice,
- Palácio dos Bispos de de Przemyśl em Krosno,
- Mansão Starościński em Leżajsk,
- Mansão em Targowiska.

## Segurança Pública
Existe um centro de notificação de resgate na voivodia da Subcarpácia, localizada em Rzeszów, que atende chamadas de emergência direcionadas aos números de emergência 112, 997, 998 e 999.

### Saúde
Hospitais em Rzeszów:

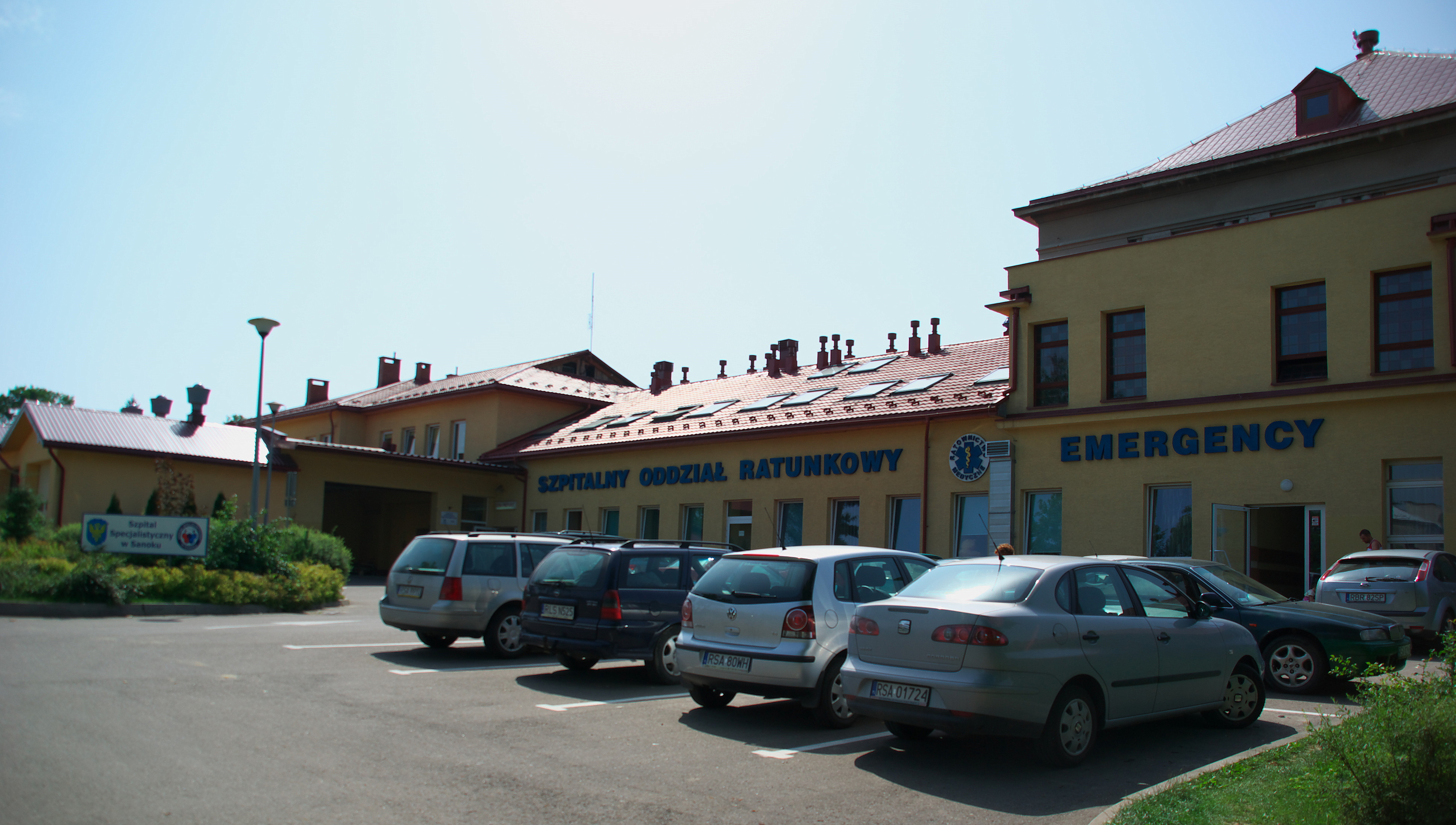
Departamento de Emergência Hospitalar — Hospital Especializado em Sanok

Hospital Especializado em Jasło

Hospital da Cruz Vermelha Polonesa em Nisko

Hospital Especializado — Centro Oncológico da Subcarpácia Frei Markiewicz em Brzozów

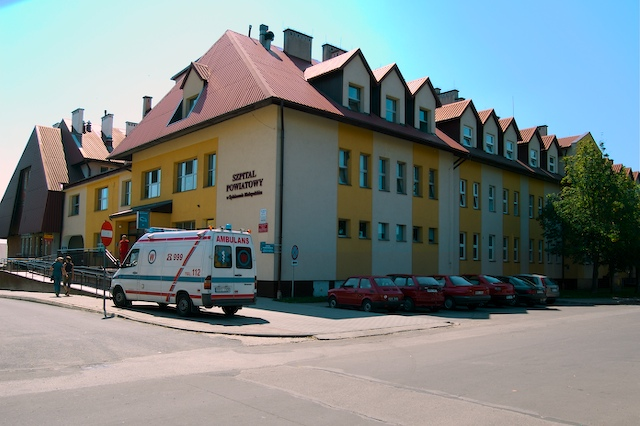
Hospital Padre Pio em Sędziszów Małopolski

- Hospital Especializado Provincial Fryderyk Chopin em Rzeszów,
- Hospital Provincial N.º 2 em Rzeszów,
- Hospital Municipal João Paulo II em Rzeszów,
- Hospital MSWiA em Rzeszów,
- Hospital Especializado — Tuberculose e Síndrome das Doenças Pulmonares em Rzeszów,
- Hospital Especializado "Pró-Família",

Hospitais em Przemyśl:
- Hospital Provincial Santo Padre Pio em Przemyśl,
- Hospital Municipal com um ambulatório em Przemyśl (antigo Hospital Militar n.º 114),
- Hospital Psiquiátrico Provincial da Subcarpácia, em Żurawica,

Hospital em Stalowa Wola:
- Hospital Especializado em Stalowa Wola

Hospital em Krosno:
- Hospital João Paulo II em Krosno,

Hospital em Tarnobrzeg:
- Hospital Zofia de Zamoyski Tarnowska em Tarnobrzeg,

Hospital em Mielec:
- Hospital Edmund Biernacki em Mielec,

Hospital em Dębica:
- Equipe de assistência médica em Dębica,

Hospital em Jarosław:
- Centro de Assistência Médica em Jarosław,
- Equipe Especializada de Assistência Psiquiátrica em Jarosław,

Hospital Sanok:
- Hospital Especializado em Sanok,

Hospital Jasło:
- Hospital Especializado em Jasło,

Hospital de Łańcut:
- Hospital São Miguel Arcanjo em Łańcut,

Hospital em Przeworsk:
- Hospital Distrital de Przeworsk,

Hospital em Ropczyce:
- Equipe de saúde em Ropczyce,

Hospital em Nisko:
- Hospital da Cruz Vermelha Polonesa em Nisko,

Hospital de Leżajsk:
- Equipe independente de saúde pública em Leżajsk,

Hospital em Lubaczów:
- Centro de Saúde Pública Independente em Lubaczów,

Hospital em Nowa Dęba:
- Equipe pública independente das instalações de saúde Nowa Dębie,

Hospital em Ustrzyki Dolne:
- Equipe independente de saúde pública em Ustrzyki Dolne,

Hospital em Kolbuszowa:
- Equipe independente de saúde pública em Kolbuszowa,

Hospital em Strzyżów:
- Equipe de assistência médica em Strzyżów,

Hospital em Brzozów:
- Hospital Especializado no Centro Oncológico Brzozów Podkarpacki Frei Markiewicz,

Hospital em Sędziszów Młopolski:
- Agências do Hospital Padre Pio em Sędziszów Młopolski,

Hospital em Lesko:
- Hospital em Lesko

Hospital em Górno:
- Complexo público independente de instalações sanitárias "Sanatório" João Paulo II em Górno

Spas na voivodia da Subcarpácia:
- Horyniec-Zdrój
- Iwonicz-Zdrój
- Polańczyk
- Rymanów-Zdrój

### Polícia
A polícia da Subcarpácia possui 17 unidades de condados e 4 de comunas. A sede da polícia provincial fica em Rzeszów.

### Corpo de bombeiros

Sede Distrital do Corpo de Bombeiros em Sanok

A sede do Corpo de bombeiros provincial fica em Rzeszów. Existem 17 sedes de condados e 4 sedes de comunas do Corpo de Bombeiros na voivodia. Foram criadas 27 unidades de resgate e combate a incêndio na região, vários grupos especializados foram criados com base em várias delas: 2 — resgate químico e ecológico (Nowa Sarzyna, Rzeszów), 5 — resgate de água e mergulho (Tarnobrzeg, Przemyśl, Sanok, Brzozów, Jasło), 2 — resgate em grandes altitudes (Rzeszów, Krosno).

### Exército
Unidades militares na voivodia da Subcarpácia:
- 1.º Batalhão de Fuzileiros Podhale em Rzeszów,
- 21.º Batalhão de Comando em Rzeszów,
- 21.º Batalhão de Logística em Rzeszów,
- 5.º Batalhão de Fuzileiros Podhale em Przemyśl,
- 3.º Batalhão de Engenharia de Resgate Coronel Rudolf Matuszek em Nisko,
- 12.º Centro de armazenamento de equipamentos em Nisko,
- 4.ª Oficina Técnica Regional em Żurawica,
- 21.ª Oficina Técnica Distrital Mikołaj Kamieniecki em Rzeszów
- Pessoal militar provincial em Rzeszów,
- Centro de Treinamento das Forças Terrestres. Coronel Jan Szypowski 'Leśnik' em Nowa Dęba,
- 16.º Batalhão de Engenharia em Nisko,
- 3.º Brigada de Defesa Territorial da Subcarpácia, em Rzeszów.

Quartel General de Suplemento Militar na voivodia da Subcarpácia:
- WKU Jarosław,
- WKU Jasło,
- WKU Mielec,
- WKU Nisko,
- WKU Rzeszów,
- WKU Sanok.

## Proteção Ambiental

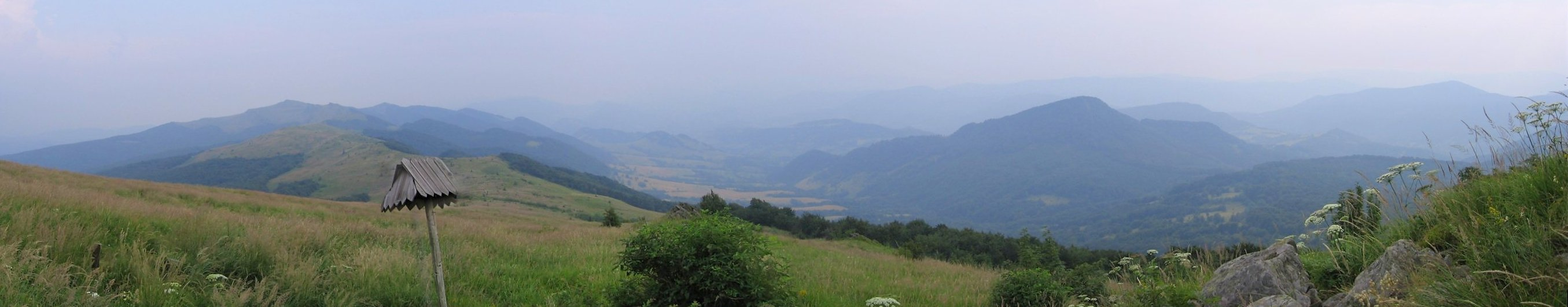
Panorama das montanhas Bieszczady vistas do pico Rozsypaniec

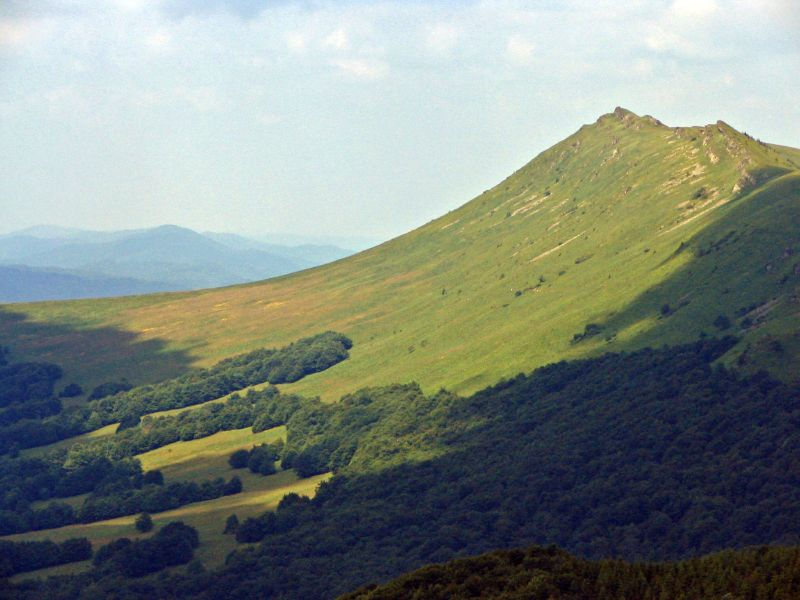
Krzemień

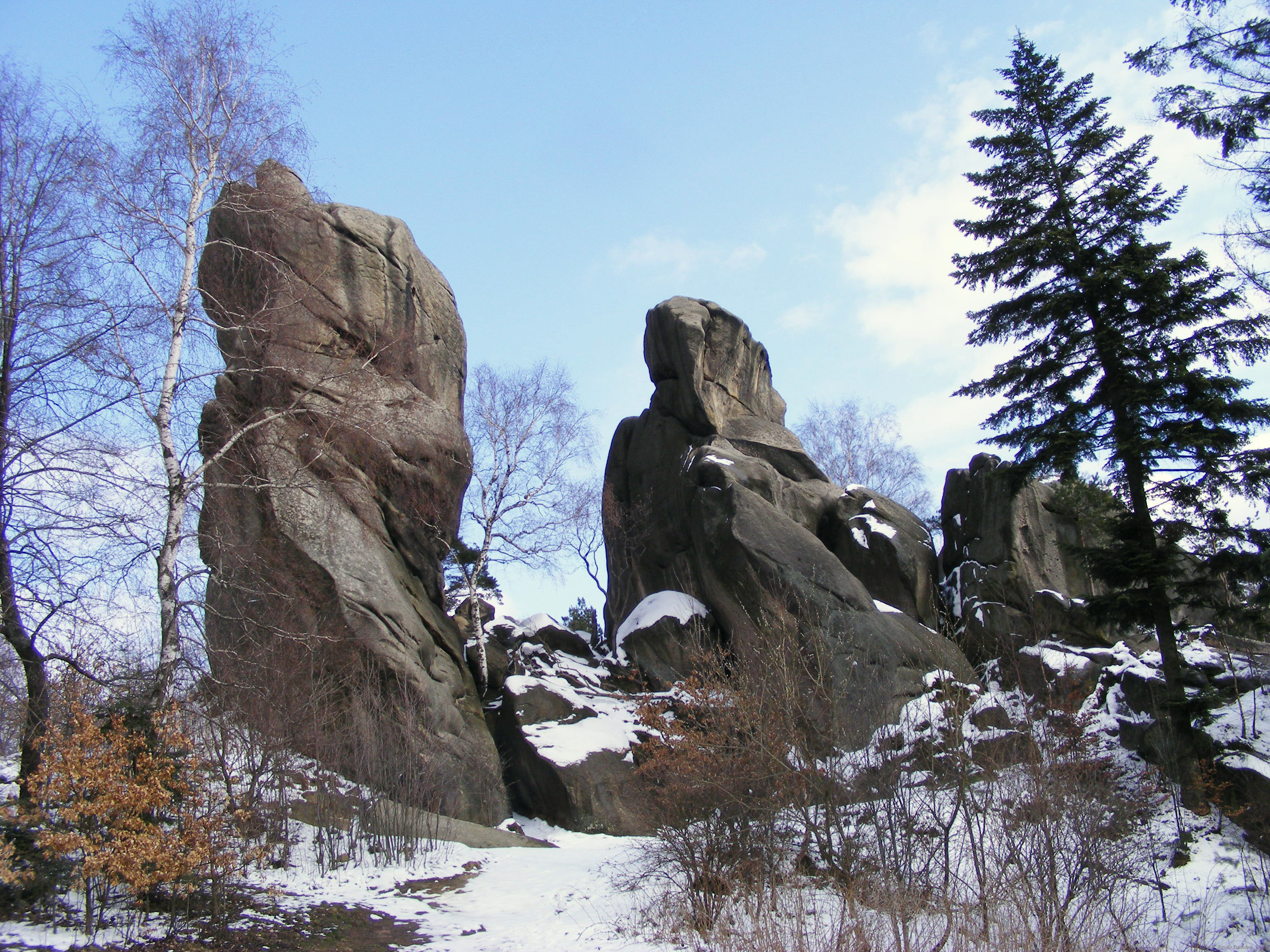
Reserva Natural de Prządki

### Parques nacionais
- Parque Nacional Bieszczady
- parte do Parque Nacional Magura

### Parques paisagísticos
- Parque paisagístico Cisna-Wetlinski
- Parque paisagístico Czarnorzecko-Strzyżowski
- Parque paisagístico Jaśliski
- Parque paisagístico Vale do rio San
- Parque paisagístico das Montanhas Sonne
- Parque paisagístico do sopé do Przemyśl
- parte do Parque paisagístico Roztocze
- parte do Parque paisagístico da Floresta Janowskie
- parte do Parque paisagístico da Serra Brzanki
- parte do Parque paisagístico da Floresta Solska

### Áreas Natura 2000
Zona de Proteção Especial:
- Contrafortes de Przemyśl
- Beskid Niski
- Montanhas Słonne
- Floresta de Sandomierska
- Bieszczady

Zonas Especiais de Conservação:
- Kołacznia
- Rio San
- Fort Salis Soglio
- Jasiołka
- Refúgio de Przemyska
- Montanhas Słonne
- Refúgio de Jaśliska
- Montanha Łysa
- Rymanów
- Horyniec
- Trzciana
- Dąbrowa perto de Zaklików
- Vale do Baixo San
- Bacia do Alto Rio San
- Klonówka
- Floresta em Braciejowa
- Łukawiec
- Nad Husowem
- Moczary
- Refúgio de Czarnorzecka
- Patria em Odrzechowa
- Rio Wisłok Środkowy com afluentes
- Golesz
- Jaćmierz
- Józefów — Wola Dębowiecka
- Igreja em Dydnia
- Igreja em Nowosielce
- Igreja em Rivne
- Igreja em Skalnik
- Ladzin
- Floresta Hrabeński
- Floresta de Niegłowice
- Prados em Młynówka
- Prados em Kombornia
- Prados em Mrowle
- Deslizamentos de terra em Lipowica
- Sanisko em Bykowce
- Florestas de Leżajskie
- Floresta do pântano sobre o Bukowa
- Starodub em Pełkinia
- Prados em Wojkówka
- Rio Dolna Wisłoka com afluentes
- Florestas de Sieniawskie

### Reservas naturais
Em 1 de janeiro de 2005, havia 94 reservas naturais na voivodia com uma área total de 10 733,10 ha, ou 0,6% da área da voivodia.
Divisão de reservas por tipo:
- 40 áreas florestais
- 25 florística
- 6 turfeiras
- 3 faunistas
- 13 paisagísticas
- 6 geológicas
- 1 fauna, aquática

## Religião

Presbitério gótico da catedral em Przemyśl

A grande maioria dos habitantes da voivodia da Subcarpácia pertence à Igreja Católica de Rito Latino. A voivodia tem as seguintes divisões: metrópole de Lublin, metrópole de Cracóvia e metrópole de Przemyśl, que inclui: a arquidiocese de Przemyśl em sua totalidade e duas dioceses na diocese de Rzeszów, diocese de Zamość e Lubaczów. Há também uma Igreja Católica Grega, Igreja Católica Polonesa, Igreja Ortodoxa Polonesa, Igrejas Protestantes e Testemunhas de Jeová.
Existem importantes santuários católicos na voivodia da Subcarpácia: o Santuário do Santo Sepulcro em Przeworsk, o Santuário da Paixão e de Maria em Kalwaria Pacławska, o Santuário da Mãe da Consolação em Leżajsk, o Santuário da Mãe da Misericórdia em Stara Wieś, o Santuário da Mãe de Saltyńska em Dębowiec, o Santuário de São João em Dukla.
Em Miejsce Piastowe existe a Casa Mãe das Congregações de São Miguel Arcanjo, e em Stara Wieś perto de Brzozów a Casa Geral dos Servos da Cidade Velha.

## Produtos tradicionais
A lista de produtos tradicionais do Ministério da Agricultura e Desenvolvimento Rural inclui 173 produtos da voivodia da Subcarpácia (21 de dezembro de 2014) os mais numerosos da Polônia.

## Esportes

### Futebol
O clube de futebol mais bem-sucedido da região é o FKS Stal Mielec, bicampeão polonês nas temporadas 1972/73 e 1975/76, vice-campeão 1974/75, finalista da Copa da Polônia 1975/76 e um dos dois quarto finalistas poloneses da Copa da UEFA na história (edição 1975/76). Nos dias de glória do clube, que caiu na década de 1970, muitos representantes da Polônia e outros jogadores importantes jogaram nele. No início da década de 1990, o principal patrocinador do clube, PZL Mielec, enfrentou sérios problemas financeiros e, com ele, o clube. Na temporada 2014/2015, a equipe sênior jogou no Campeonato Polonês de Futebol 3ª Divisão, mas os jogadores jovens ganharam troféus (Campeonato da Europa Sub-17 em 2007, vice-campeão do Sub-19 em 2007).
Stal Mielec não é o único clube da região que alcançou sucesso. Stal Rzeszów, Stal Stalowa Wola, Siarka Tarnobrzeg e Igloopol Dębica também participaram dos principais jogos da liga da Polônia. Stal Rzeszów em 1975 venceu a Taça da Polônia.
Na temporada 2014/2015, a província não teve representantes na Premier League, Stal Mielec joga na primeira liga. No entanto, duas equipes: Siarka Tarnobrzeg e Stal Stalowa Wola jogam no Campeonato Polonês de Futebol 3ª Divisão.

### Vôlei

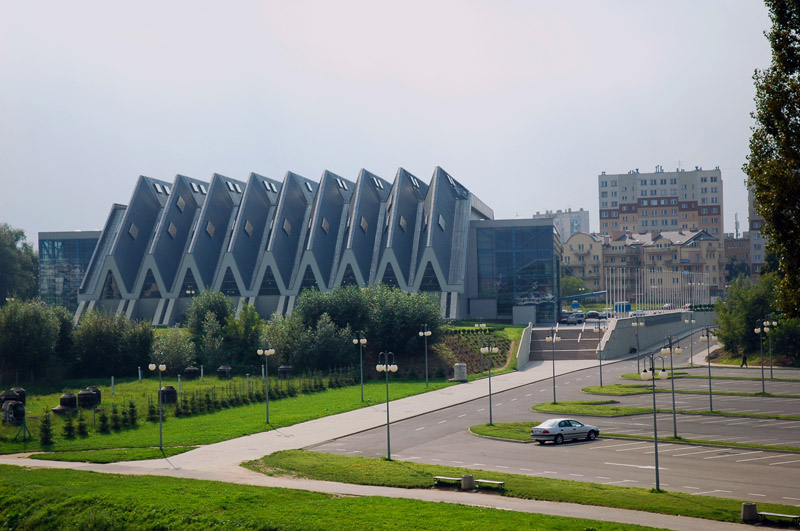
Podpromie Hall em Rzeszów

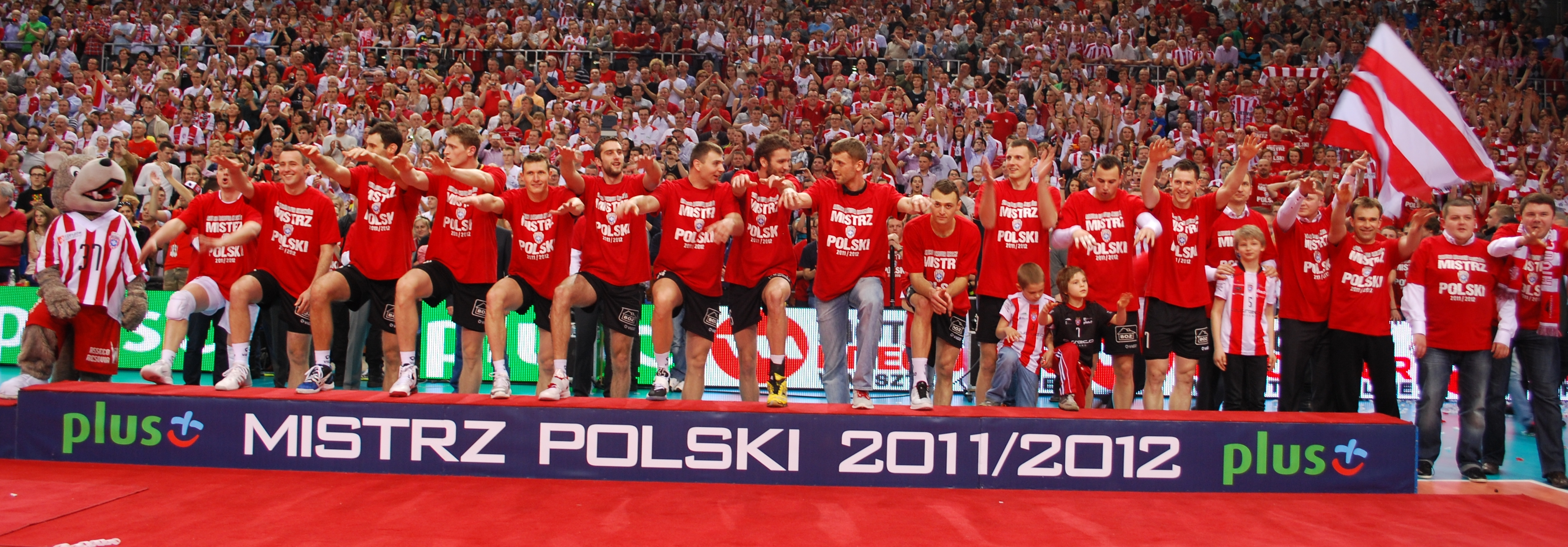
Asseco Resovia Rzeszów — Campeão PlusLiga 2012

Um clube particularmente destacado é o Resovia, que comemorou os maiores triunfos das décadas de 1970 e 1980. Resovia é sete vezes campeão polonês, três vezes vencedor da Copa da Polônia e vice-campeão mundial de clubes de 1974. Atualmente, a equipe volta ao seu esplendor — em 2004, após um intervalo de doze anos, venceu a promoção para o Campeonato Polonês de Voleibol Masculino e, em 2009, 2010 e 2011, subiu ao pódio do Campeonato da Polônia. Após 37 anos, o Asseco Resovia ganhou o título de campeão polonês em 2012. Em 2013, a equipe de Rzeszów repetiu esse sucesso. A equipe também conquistou o 2.º lugar da Taça CEV de Voleibol Masculino na temporada 2011/2012.
O Clube de Vôlei Stal Mielec também teve sucesso — venceram a Copa da Polônia de volei masculino em 1976, o vice-campeonato feminino em 2000 e as quartas de final da Copa das Confederações CEV em 2003.
Na temporada 2011/2012, a região foi representada por jogadores de voleibol da Resovia, e na 1.ª liga feminina pelo Stal Mielec S.A.
O Klub Sportowy Developres Rzeszów atua na Orlen Liga feminina desde a temporada 2014/2015.

### Motociclismo

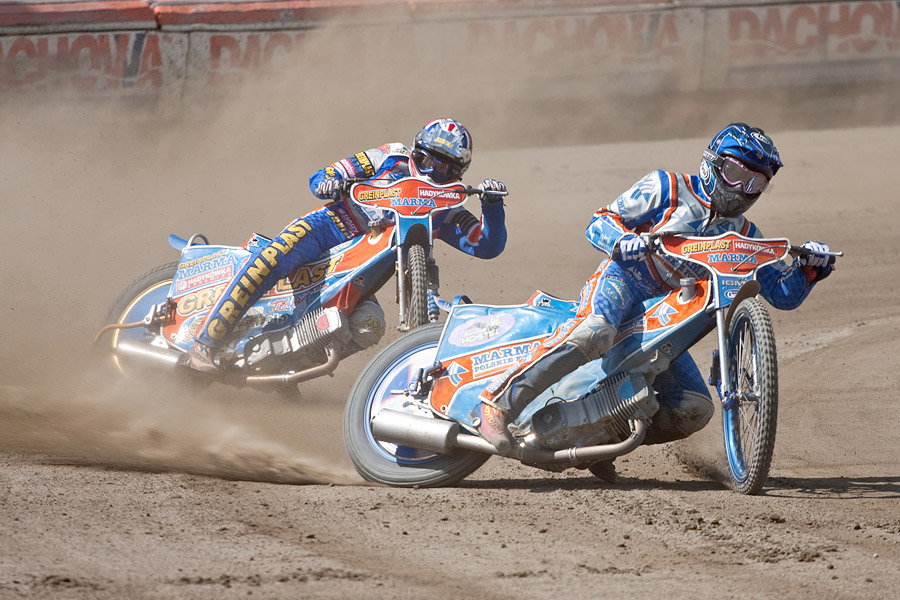
Pilotos de Speedway da Stal Rzeszów durante o duelo na temporada 2009

Pista de gelo Arena Sanok em Sanok

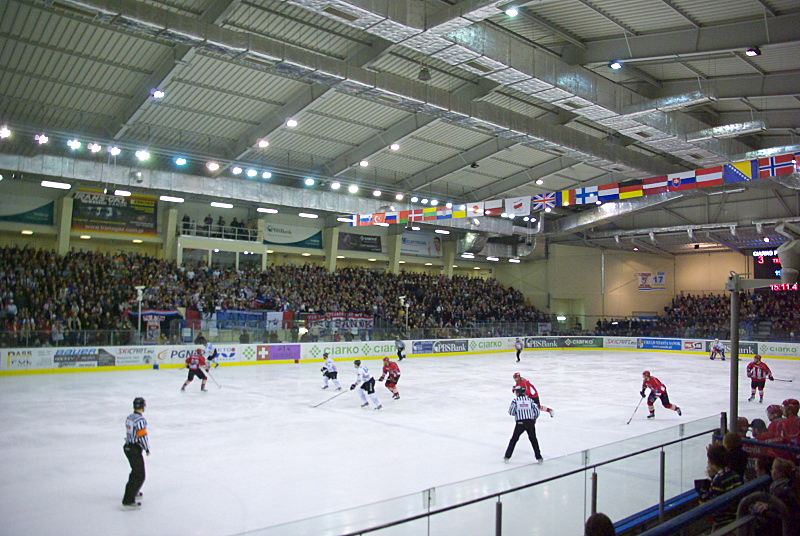
Interior da pista de gelo Arena Sanok

O Stal Rzeszów representa a voivodia nas competições mais importantes há anos, e este clube ganhou repetidamente medalhas de todas as cores no Campeonato da Polônia. O KSM Krosno tem início na segunda liga.

### Basquetebol
No momento, a Siarka Tarnobrzeg e a MOSiR Krosno jogam na Liga Polonesa de Basquetebol. Sokol Łańcut e Polonia Przemyśl jogam na liga masculina.
Na temporada de 1975, a maior conquista do basquete foi a Resovia conquistando o título polonês. Em 1994 e 1995, a Polonia Przemyśl ganhou as medalhas de prata e bronze do Campeonato da Polônia.

### Handebol
A Federação de Handebol na Polônia possui 15 clubes da voivodia da Subcarpácia, dos quais a grande maioria são clubes universitários e escolares. O Stal Mielec ganhou o título de vice-campeão polonês em 1975 e a Copa da Polônia em 1971. Desde a temporada 2010/2011, ele joga na Super Liga Masculina PGNiG, terminando a temporada em quarto lugar. Czuwaj Przemyśl começou na primeira liga a partir da temporada 2010/2011. Juvenia Rzeszów e Orzeł Przeworsk aparecem no 2.º nível da liga. Na 1.ª liga feminina, há duas equipes de Jarosław — TS MKS SAN Jarosław e SPR JKS Jarosław.

### Tênis de mesa
O Forbet-OWG Tarnobrzeg é o melhor time da liga feminina; 19 vezes campeão da equipe polonesa (temporadas 1990/91 a 2004/05 e de 2006/07 a 2009/2010); 2.º lugar na Copa da Europa: 1998/99; 2.º lugar na Taça ETTU: 2007/2008 e 2009/2010; 1.º lugar na Taça ETTU: 2008/2009. Na primeira divisão masculina, o time é representado com sucesso por 2 clubes: AZS Politechnika Rzeszów e PKS Kolping FRAC Jarosław.

### Xadrez
A Associação de Xadrez da Subcarpácia reúne 35 clubes de xadrez. Anualmente, dezenas de torneios ocorrem na voivodia, incluindo jogos da liga. Os clubes com melhor classificação da região são os jogadores que disputam a 2.ª liga em 2016: MKSz Gryf Dębica, GKSz Hetman Pilzno, RzKSz Rzeszów e LKS "Parnas" Stara Wieś.

### Hockey no gelo
O único representante da voivodia que participa das competições da Liga Polonesa de Hóquei é o Ciarko PBS Bank STS Sanok. É também o clube mais titulado da voivodia, que ganhou a medalha de ouro do Campeonato da Polônia em 2012 e 2014 e a Copa da Polônia em 2011 e 2012.

## Regiões parceiras
Regiões com as quais a voivodia estabeleceu relações internacionais oficiais
- - Região de Prešov (Eslováquia)
  - Região de Košice (Eslováquia)
  - Região de Zlín (República Tcheca)
  - Oblast de Volínia (Ucrânia)
  - Oblast de Ivano-Frankivsk (Ucrânia)
  - Oblast de Odessa (Ucrânia)
  - Oblast de Ternopil (Ucrânia)
  - Condado de Vas (Hungria)
  - Estado Federal do Sarre (Alemanha)
  - Oblast de Saratov (Rússia)
  - Região Autônoma de Friul-Veneza Júlia (Itália)
  - Região de Molise (Itália)
  - Região do Centro (Portugal)
  - Estíria (Áustria)

Regiões com as quais a voivodia implementa projetos e iniciativas conjuntas
- - Condado de Zadar (Croácia)
  - Condado de Suceava (Romênia)
  - Estado Federal da Saxônia (Alemanha)